# القوات الجوية المصرية
القوات الجوية المصرية هي فرع الطيران العسكري في القوات المسلحة المصرية. أنشأت بطلب مقدم من البرلمان المصري إلى الحكومة عام 1928 لتكون جزءاً من الجيش المصري، وصدر لاحقا قرار ملكي بتحويلها إلى فرع مستقل، ساهمت القوات الجوية المصرية منذ إنشائها في معظم النزاعات التي كانت مصر طرفا فيها مثل حرب سنة 1948، حرب اليمن، حرب سنة 1967، حرب الاستنزاف، حرب أكتوبر في سنة 1973، والمناوشات المصرية الليبية. شعار القوات الجوية المصرية: «إلى العلا... في سبيل المجد». تملك القوات الجوية المصرية حاليًا ما يقارب من 1,309 طائرة ما بين مقاتلة وقاذفة وحوالي 321 مروحية مما يجعل القوات الجوية المصرية الأكبر حجماً في كل من أفريقيا والشرق الأوسط، أما بالنسبة للقدرات القتالية فتعتبر القوات الجوية المصرية الأقوى في أفريقيا وأقوى أسلحة الجو في المنطقة بعد إسرائيل حسب تقارير عام 2010.
للقوات الجوية المصرية 20 قاعدة جوية رئيسية من أصل 40 منشأة جوية رئيسية، بالإضافة إلى قواعد الاحتياط والخدمة المنتشرة في أرجاء مصر، وأكثر من 30,000 فرد. العمود الفقري للقوات الجوية المصرية هو 240 مقاتلة من نوع إف-16 فالكون الأمريكية الصنع، وبذلك تكون رابع أكبر مستخدم لتلك الطائرات في العالم.
ظهرت القوات الجوية المصرية في الثقافة العامة عن طريق الأفلام السينمائية خصوصًا، كما ظهرت بعض الأحداث التي شاركت فيها في أفلام أخرى مثل أيام السادات الذي تحدث في جزء بسيط منه عن استخدام جميع الطائرات الحربية وطائرات التدريب في قصف المواقع الإسرائيلية.

## تاريخ

### الإنشاء
طلب البرلمان المصري من الحكومة في عام 1928 إنشاء قوات جوية مصرية، فأعلنت وزارة الحربية احتياجها لمتطوعين لهذا السلاح الجديد وتطوع حينها مئتا ضابط للسلاح الجديد. بعد اختبارات طبية وفنية متعددة صارمة نجح ثلاثة منهم، هم: فؤاد حجاج وعبد المنعم الميقاتي وأحمد عبد الرازق. ثم أرسلوا إلى مدرسة الطيران الملكية البريطانية في أبو صوير قرب قناة السويس لتدريبهم على الطيران وبعد التخرج من مدرسة الطيران سافروا إلى بريطانيا للتدريب المتخصص. في 30 نوفمبر قام الملك فؤاد الأول باتخاذ قرار إنشاء سلاح الجو المصري تحت اسم «القوات الجوية للجيش المصري». فازت شركة دي هافلاند البريطانية في 30 سبتمبر بعقد توريد 10 طائرات دي إتش - 60 تايجر موث. أرادت الشركة البريطانية شحن الطائرات في سفن إلى الإسكندرية ولكن الإصرار المصري أدى إلى عودة الطائرات إلى بريطانيا.

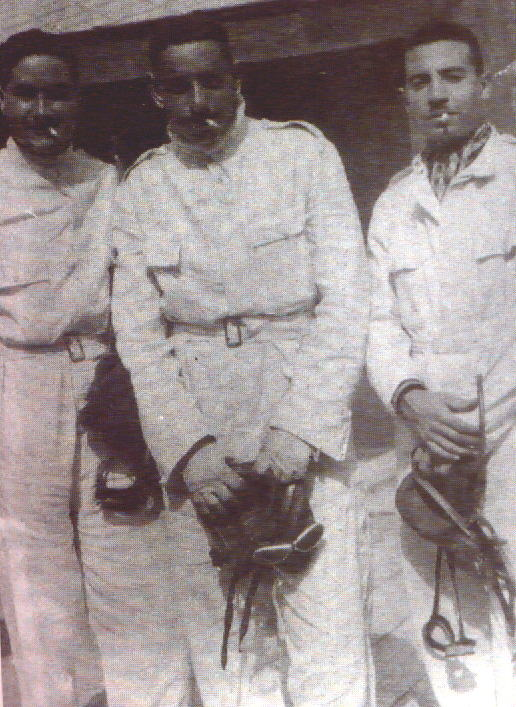
صورة لأول ثلاثة طيارين مصريين.

في 23 مايو 1932 أقلعت 5 طائرات تايجر موث مصرية من أصل عشرة من قاعدة هاتفيلد الجوية شمال لندن. حلق الطيارون المصريون الثلاثة، واثنان بريطانيان بالطائرات وهبطوا في قاعدة ألماظة الجوية شمال شرق القاهرة في يوم 2 يونيو وسط احتفال شعبي كبير بحضور الملك.
كان تلك هي بداية سلاح الجو المصري الذي كان يُشكل جزءًا غير مستقل من الجيش المصري، أما أول قائد لسلاح الجو المصري فكان فيكتور هيربيرت تايت الكندي الجنسية، الذي بدأ في انتقاء الأفراد وتدريبهم وبناء القواعد الجوية واختيار الأسلحة بنفسه، حيث كانت المهام الأساسية للقوات الجوية في الجيش المصري في ذاك الوقت وحتى عام 1937 هي مكافحة تجارة المخدرات والتصوير الجغرافي.
وافقت بريطانيا في عام 1934 على توريد 10 طائرات أفرو 626 التي تعتبر أول طائرة عسكرية مصرية. اشترت مصر بعد ذلك 17 طائرة أخرى من نوع أفرو 626 وبذلك أصبح عدد الطائرات أفرو 626 سبعة عشر، استمرت بالخدمة حتى عام 1944، حيث استبدلتها الحكومة المصرية بعدّة قاذفات قنابل خفيفة من نوع هوكر هارت وطائرات أفرو أنسون. شملت طائرات القوات الجوية في تاريخ 26 أبريل 1937 ما يلي:16 طائرة أفرو 626، 6 طائرات دي هافلاند 6، 6 طائرات هوكر أودكس، طائرة أفرو 642، طائرة أفرو 652، وطائرة ويستلاند أفرو.
ووصل تعداد الأفراد التابعين للقوات الجوية آنذاك إلى 27 ضابط مصري، 3 ضباط إنجليز، وبلغ إجمالي الفنيين 415 فنيًا. أما القاعدة الجوية الرئيسية فكانت قاعدة ألماظة الجوية، وفي وقت لاحق تم بناء قاعدة جديدة في منطقة قناة السويس، ومطار الدخيلة في الصحراء الغربية.
في عام 1937 فصل الملك فاروق سلاح الجو من الجيش المصري وجعله سلاحًا مستقلًا بذاته وأسماه «القوات الجوية الملكية المصرية». في عام 1938 اشترت القوات الجوية الملكية المصرية سربين من طائرات المقاتلة «جلوستر جلادياتور» وسرب من الطائرات المقاتلة ويستلاند ليساندر. كانت القوات الجوية الملكية المصرية آخر سلاح جو يستخدم تلك المقاتلات، وكان ذلك في حرب فلسطين عام 1948. في نهاية عام 1938 كان لدى القوات الجوية الملكية المصرية الأسراب التالية:
| السـرب                                            | الـدور                       |
| ------------------------------------------------- | ---------------------------- |
| السرب الأول مستخدم المقاتلات ويست لاند لاي ساندر. | مساند البحرية والجيش المصري. |
| السرب الثاني مستخدم المقاتلات جلوستر جلادياتور.   | الدفاع الجوي.                |
| السرب الثالث مستخدم طائرات أفرو أنسون المعدلة.    | النقل الملكي.                |
| السرب الرابع مستخدم طائرات أفرو أنسون.            | النقل.                       |
| السرب الخامس مستخدم المقاتلات جلوستر جلادياتور.   | الدفاع الجوي.                |

### الحرب العالمية الثانية

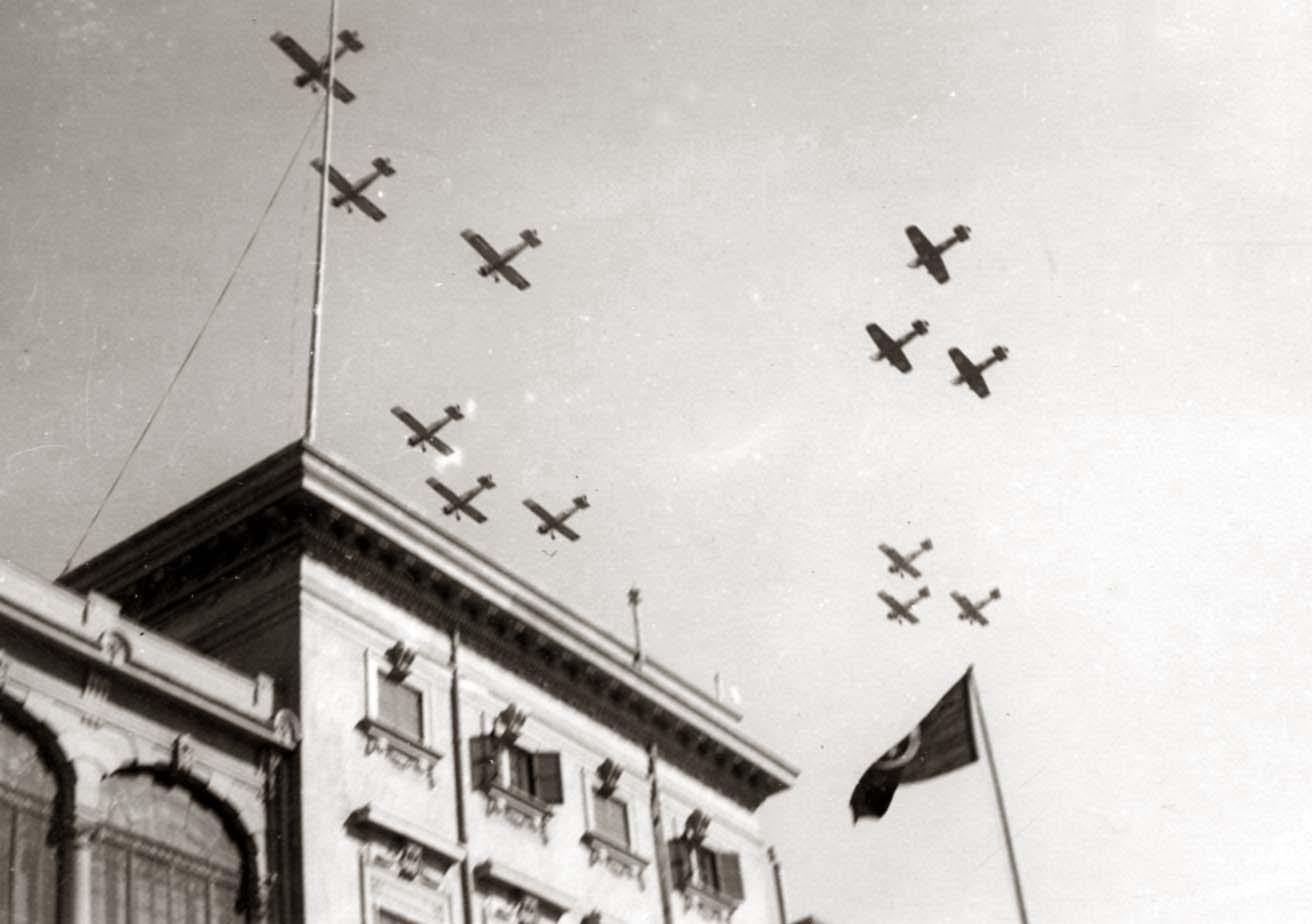
الطائرات المصرية تحلق فوق سراي القبة احتفالًا بزفاف الملك فاروق والملكة فريدة.

مع زيادة تهديد القوات النازية والإيطالية للحدود المصرية اضطرت القوات الجوية لبناء المزيد من القواعد، بما أن الدول الأخرى كانت تنظر للقوات الجوية الملكية المصرية بأنها جزء من سلاح الجو الملكي ينصاع للسياسة البريطانية. خلال الحرب قامت القوات الجوية الملكية المصرية بعمليات مراقبة على طول ساحل البحر الأحمر لمتابعة تحركات البحرية النازية وذلك بناءً على طلب من بريطانيا.
وصدت طائراتها غارات الطائرات الألمانية والإيطالية وأسقطت طائرة ألمانية هينكل هي الثالثة. زودت بريطانيا مصر بطائرات إضافية جديدة من الأنواع التالية: 4 طائرات هوكر هوريكان و6 طائرات كورتيس بيه-40 وارهوك. وبعد هذا أجرت الحكومة المصرية مفاوضات مع بريطانيا لشراء المزيد من طائرات توماهوك بي 40 لاستبدال جلوستر جلادياتور إم كيه-1، ولكن بريطانيا لم توافق على ذلك، وبدلاً من هذا وافقت على تطوير جلوستر جلادياتور إلى إم كيه-2.
بعد الحرب منحت بريطانيا لمصر 30 طائرة سوبرمارين سبتفاير زائدة عن حاجتها. ثم اشترت القوات الجوية الملكية المصرية طائرات مقاتلة وتدريبية إيطالية من نوع ماتشي كاستولدي الرابعة.

### حرب 1948

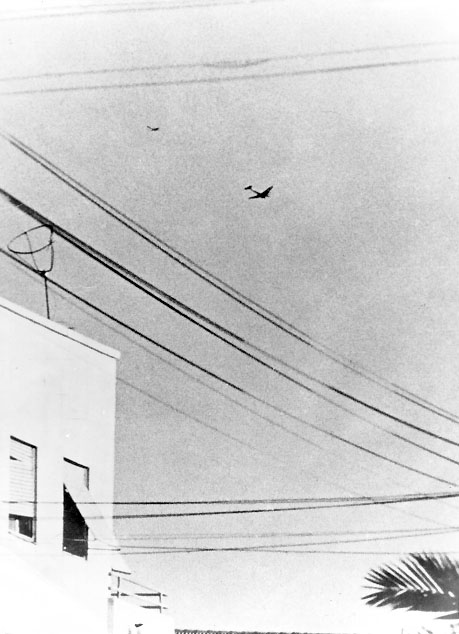
طائرة نقل من نوع سي-47 تحلق فوق تل أبيب ترافقها مقاتلة سبتفاير مصرية، استخدمت القوات الجوية الملكية المصرية طائرات سي-47 لقصف تل أبيب بعد تعديلها كقاذفات

بعدما انسحبت قوات الاحتلال البريطاني من فلسطين واحتلال القوات الإسرائيلية لها في 14 مايو 1948، أعلنت الدول العربية الحرب على الدخيل الجديد في المنطقة. ساهمت القوات الجوية المصرية في هذا النزاع بطائراتها المقاتلة سوبرمارين سبتفاير ودوغلاس سي-47 سكاي ترين التي أسقطت طائرتين إسرائيليتين لكنها تعرضت إلى الكثير من الخسائر الفادحة نتيجة لقلة التدريب بسبب عدم سماح بريطانيا بتطوير كفاءة الطيارين المصريين. ففي 22 مايو سنة 1948 قامت خمسة طائرات سوبرمارين سبتفاير المصرية بالهجوم على نفس النوع من الطائرات التابعة للقوات الجوية الملكية البريطانية في قاعدة رامات ديفيد شمال حيفا اعتقادا منها بأن بريطانيا أعطتها إلى إسرائيل. كان الهجوم على غارتين: كانت الغارة الأولى مفاجأة للقوات الجوية الملكية البريطانية حيث دُمرّت العديد من طائراتها على الأرض، ولم تكن القوات الجوية الملكية البريطانية متأكدة مما إذا صدر الهجوم من مصر أم من إسرائيل؛ أما الغارة الثانية فوقعت مباشرة بعد الغارة الأولى، وقامت بها خمس طائرات سوبرمارين سبتفاير مصرية، لكنها لاقت دفاعًا جيدًا، فأسقطتها جميعا طائرات سوبرمارين سبتفاير بريطانية. كان تلك المرة الوحيدة التي قاتلت الطائرات سوبرمارين سبتفاير طائرات من نفس النوع. عادت العلاقات المصرية البريطانية سريعًا إلى ما كانت عليه، لكنها استمرت في حالة حرب مع إسرائيل، مما حدا بمصر أن تجلب المزيد من السلاح.
بسبب الحرب المستمرة بين مصر وإسرائيل، اشترت القوات الجوية المصرية الطراز الجديد من سوبر مارين سبتفاير  وهو إم كي 22 (Mk22). في أواخر عام 1949 حصلت مصر على أول طائرة نفاثة وكانت غلوستر ميتيور إف - 4 بريطانية الصنع ثم على مواطنتها دي هافيلاند فامباير، والمقاتلات ماتشي إم سي 205 ڤي من إيطاليا. وفي أواخر عام 1951، جرت مفاوضات بين الطرفين المصري والبريطاني على تجميع المقاتلات فامبير في مصر، ولكنها انتهت إلى لا شيء، وذلك بسبب هجمات الفدائيين المصريين على القوات البريطانية المرابطة في منطقة القناة عام 1951.
في 23 يوليو 1952 وقعت ثورة 23 يوليو على ملك مصر، وكانت القوات الجوية الملكية المصرية على طرف الحياد غير مشتركة فيها، ثم تحول اسمها إلى القوات الجوية المصرية وهو الاسم الحالي. خلال الفترة الممتدة بين عاميّ 1953 و1954 حصل تعاون بسيط بين القوات الجوية وبريطانيا، وانحصر كل هذا التعاون في التدريب، وعلى الرغم من ذلك فإن سياسة الرئيس المصري السابق جمال عبد الناصر دفعت مصر لشراء طائرات من الكتلة الشرقية. وصلت أول طائرة سوفيتية مصر عام 1955، وتكونت الشحنات الأولى مما يلي: مقاتلات ميج 15 وقاذفات القنابل إليوشن إل 28 وناقلات إليوشن إل 14 وطائرات التدريب ياكوفليف ياك-11. بالإضافة إلى طيارين مدربين من تشيكوسلوفاكيا. بدأت مصر في تلك الفترة تصنيع طائرات التدريب بيست مان بي يو 181 ذات تصميم تشيكي، وسُميت باسم «الجمهورية».

### حرب 1956

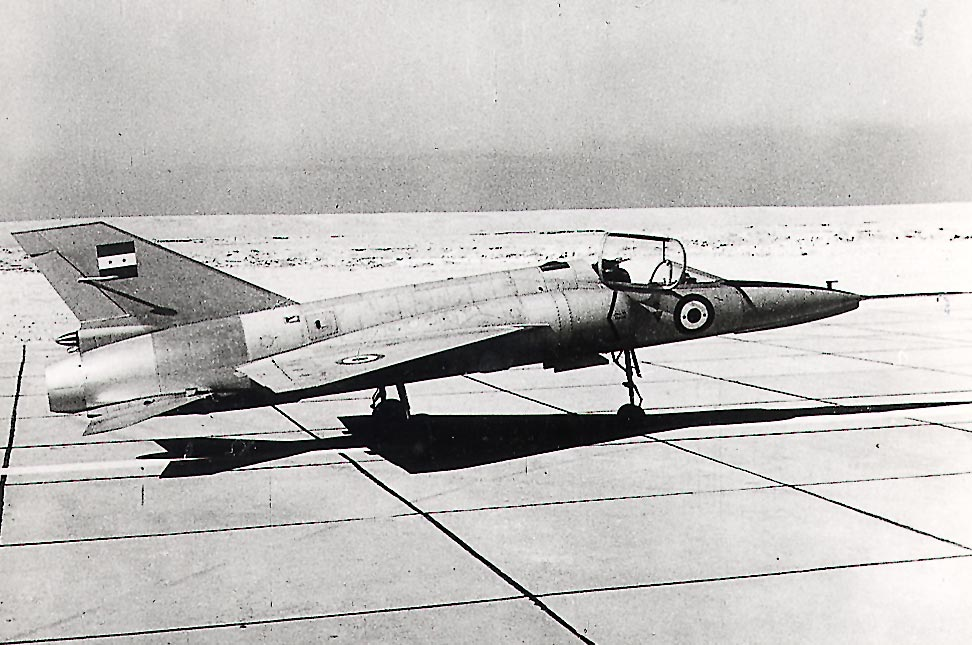
طائرة حلوان 300.

بعدما قام الرئيس المصري جمال عبد الناصر بتأميم قناة السويس في عام 1956، تعرضت مصر لهجوم من قبل كل من إسرائيل وفرنسا وبريطانيا فيما عرف بالعدوان الثلاثي على مصر، وقد أدى ذلك العدوان إلى إعادة بناء القوات الجوية بدون مساعدة من بريطانيا.
مع نهاية العدوان، أسست مصر تحالف سياسي مع كل من سوريا واليمن فيما عرف باسم الجمهورية العربية المتحدة، وتحول اسم القوات الجوية المصرية إلى القوات الجوية العربية المتحدة في منتصف الستينيات، بدلت مصر جميع الطائرات البريطانية بأخرى سوفيتية. فقد كان الاتحاد السوفيتي آنذاك المورد الرئيسي للقوات الجوية العربية المتحدة وبعض الدول العربية، وقد منح ذلك القوات الجوية المصرية فرصة كبيرة لتطور نفسها مما أثر كثيرا في النزاعات والحروب التالية. فقد اشترت مصر من الاتحاد السوفيتي عدد من مقاتلات ميج 21 استمرت بصفتها الطائرة المقاتلة الرئيسية في سلاح الجو المصري طيلة العقدين التاليين. في منتصف الستينيات حصلت القوات الجوية المصرية على قاذفة القنابل سوخوي سو - 7، وفي عام 1967 امتلكت مصر 200 طائرة مقاتلة من نوع ميغ-21، كذلك أنتجت مصر أول طائراتها واسمها حلوان 300، وهي طائرة خفيفة أسرع من الصوت.

### حرب اليمن

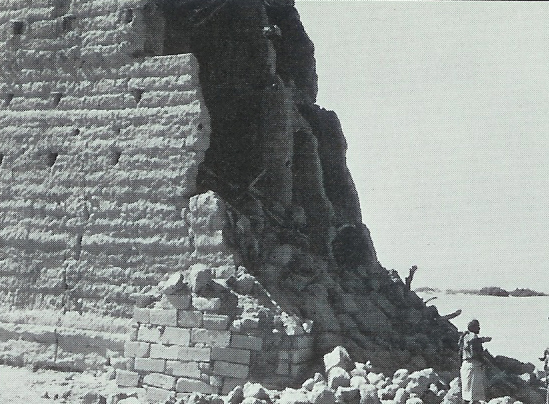
دمار ناتج عن قصف مصري على مدينة مأرب.

قامت ثورة 26 سبتمبر اليمنية ضد الحكم الملكي واندلعت حرب أهلية سنة 1962 بين الملكيين والجمهوريين، وحصل الجانب الملكي على الدعم من المملكة العربية السعودية وحصل الجانب الجمهوري على الدعم من مصر والاتحاد السوفيتي. بدأ القتال العنيف في المناطق الصحراوية والريفية بين الجانبين بقوات نظامية وغير نظامية. كانت الحرب فرصة كبيرة لإسرائيل، فقد أخرت تلك الحرب وصول الإمدادات المصرية إلى سيناء (الجبهة الشرقية المصرية) وجعل أولوية وصولها إلى جبهة اليمن، بالإضافة إلى أن كل التركيز المصري كان على تلك الحرب. بدأت عمليات القوات الجوية المصرية بطائرات تدريب قامت بعمليات تمشيط وبحمل القذائف وانتهت بثلاثة أسراب من القاذفات المقاتلة، تمركزت بالقرب من الحدود اليمنية السعودية. وقام المصريون بطلعات جوية على طول ساحل تهامة وفي مدن نجران وجازان السعوديتين. وكان هدف هذه الطلعات قصف تشكيلات الملكيين الأرضية وتعويض قلة التشكيلات المصرية على الأرض بالقوة الجوية. في يناير 1964، قام الملكيون بحصار العاصمة اليمنية صنعاء. فقامت ناقلات الأنتونوف إيه إن - 12 المصرية بعمل جسر جوي لنقل أطنان من الطعام والوقود إلى العاصمة المحاصرة. ثم بدأت القوات الجوية والبحرية المصرية في قصف وشن غارات على المدينتين السعوديتين نجران وجازان اللتين كانتا مركز انطلاق القوات الملكية اليمنية. وكرد على هذا، اشترت السعودية نظام ثاندر بيرد للدفاع الجوي من بريطانيا ونصبته في خميس مشيط. أرسلت الولايات المتحدة الأمريكية أيضًا سربًا من الطائرات المقاتلة النفاثة وقاذفات القنابل لقاعدة الظهران لحماية مصالحها في السعودية. سببت تلك الحرب خسائر بشرية وعسكرية كبيرة لمصر ومنحت إسرائيل الفرصة لدراسة التكتيكات المصرية وأساليب حربها والتكيف معها. ذكر محمد حسنين هيكل: «أن إسرائيل قامت بإعطاء شحنات من الأسلحة كما أرسلت المئات من المرتزقة الأوروبيين ليقاتلوا بجانب الملكيين في اليمن»،  كذلك أنشأت إسرائيل جسرًا جويا من جيبوتي إلى شمال اليمن. وبمقارنة أداء الجيش المصري في هذه الحرب مع بقية الحروب التي خاضها، فإن الجنود المصريين أظهروا مستوى عالي من المبادرة والابتكار العسكري. وعلى سبيل المثال، عدلوا طائرات التدريب والناقلات السوفيتية لتعمل كطائرات استطلاع وقاذفات. وطوروا تكتيكاتهم العسكرية ولكنها تعثرت في حرب عصابات الفصائل الملكية. وقد أدرك مخططو الحرب المصريون بعد هذه الحرب أن مضيق باب المندب يعطي عمقًا إستراتيجيًا كبيرًا يمكنهم من منع وصول إمدادات النفط لإسرائيل، وهو ما حدث في حرب أكتوبر عام 1973.

### حرب 1967

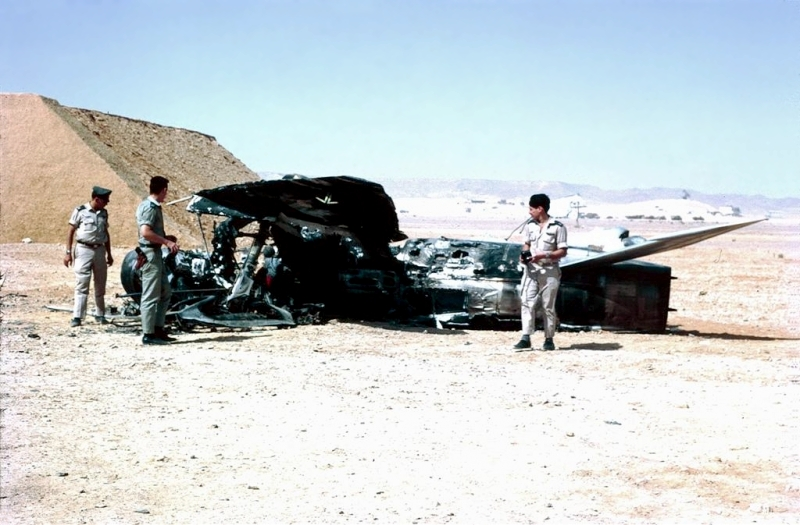
ضباط من القوات الجوية الإسرائيلية يتفقدون حطام ميج-21 مصرية في مطار بير جفجافة بعد احتلال سيناء.

في عام 1967 وقعت النكسة، ودُمرَت معظم طائرات القوات الجوية المصرية على الأرض في هجوم مفاجئ من قبل القوات الإسرائيلية دام قرابة ثلاث ساعات. أسفر الهجوم عن مقتل 34 طيار مصري و6 من أفراد الأطقم الجوية، وتدمير أكثر من 300 طائرة، من ضمنها:30 قاذفة قنابل توبوليف تو-16، 27 قاذفة قنابل إليوشن إل 28، 12 مقاتلة قاذفة سوخوى سو 7، أكثر من 90 مقاتلة ميج 21، أكثر من 20 مقاتلة ميج 19، 25 مقاتلة ميج 17، وحوالي 32 طائرة نقل ومروحية. وقُدِّرت خسائر إسرائيل بأربعين طائرة على كافة الجبهات تعترف بها إسرائيل وغالبية هذه الطائرات دُمرَت بسبب أخطاء ميدانية (حوادث اصطدام، أعطال ميكانيكية، إلخ) وبعضها سقط في معارك جوية منفردة لبعض الطيارين المصريين الذين استطاعوا الإقلاع من المطارات أثناء الغارات الإسرائيلية على المطارات المصرية وحققوا بعض الإصابات في الطائرات الإسرائيلية المُغِيرة وأسقطوا عددًا منها من نوع ميراج 3. مثل الطيار نبيل شكري الذي تمكن من إسقاط طائرة ميراج فوق أنشاص، قفز قائدها ياعير نيومان بالمظلة لكنه لقى حتفه لدى هبوطه على يدي الفلاحين، كذلك نجح كلاً من الطيار محمد علي خميس والطيار فخري العشماوي في إسقاط طائرتي ميراج. وقد أرسل الاتحاد السوفيتي على الفور عدد كبير من طائرات الميج-21 وطائرات تدريب جديدة لمساندة مصر، وحصلت مصر أيضًا على طائرات من ليبيا والقوات الجوية الجزائرية. بعدما خرج سلاح القوات الجوية المصرية من المعركة نتيجة التدمير الكامل للطائرات والمطارات وممرات الإقلاع والهبوط.

### الحرب الأهلية النيجرية
نشبت الحرب الأهلية النيجيرية خلال أغسطس 1967، بعد إعلان الحاكم العسكري لإقليم بيافرا، الجنرال جيم أوجوكو، الانفصال عن الدولة والاستقلال، ورغم الحالة الصعبة التي كانت تعيشها مصر، بسبب نكسة يونيو 1967، وبدء مرحلة حرب الاستنزاف، فقد وافق الرئيس جمال عبد الناصر على إرسال قوة جوية محدودة إلى نيجيريا، بعدما أرسلت طلب المساعدة من مصر، وأصدر عبد الناصر، أوامره بالمساعدة عن طريق إرسال طيارين مصريين إلى نيجيريا فقط، بشرط أن يكونوا من الطيارين المتقاعدين بطائرات ميج-17 شحنها الاتحاد السوفيتي بحراً إلى نيجيريا. كُلفّ الطيارون المصريون بقصف مطار بيافرا وإبقائه معطلًا بصفة دائمة، وكان معنى ذلك وقف الإمداد العسكري إلى بيافرا، والذي كان معظمه يصل عن طريق الجو. ثم انغمس الطيارون المصريون في الحرب النيجيرية ضد قوات الانفصال، وزاد عدد الطيارين المصريين في نيجيريا بتقدم الحرب وإنشاء كلية طيران في لاغوس لتدريب الضباط النيجيريين واستمر الطيارون المصريون في أداء مهمتهم حتى ربيع 1969، عندما استبدلتهم الحكومة النيجيرية بطيارين من ألمانيا الشرقية.

### حرب الاستنزاف

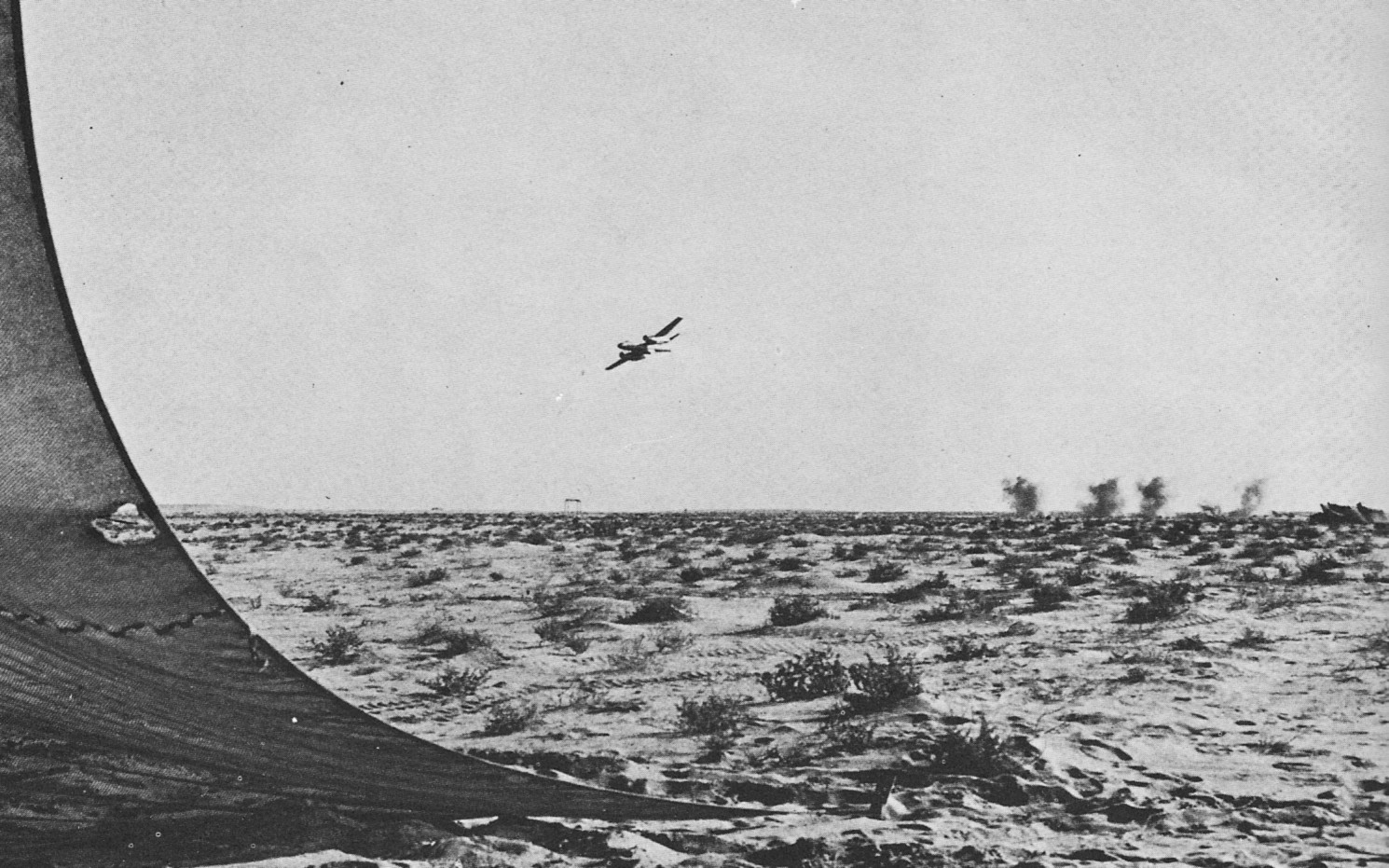
قاذفة اليوشين مصرية تقصف أهداف إسرائيلية شرق القناة خلال حرب الاستنزاف

بعد حرب 1967 بدأت مصر حرب طويلة في استنزاف القوات الإسرائيلية. كانت أهداف القوات الجوية المصرية تتمحور حول 3 نقاط وهي:
- المشاركة في توفير المعلومات حول القوات الإسرائيلية في سيناء والبحر المتوسط والأحمر.
- المشاركة في استنزاف القوات الإسرائيلية.
- تأمين القوات البرية والمواقع الحيوية في العمق المصري.

يُمكن تقسيم حرب الاستنزاف على صعيد القوات الجوية المصرية إلى قسمين: من بداية الحرب حتى يوليو 1969 ومن يوليو 1969 حتى نهاية الحرب.

#### من بداية الحرب حتى 20 يوليو 1969
كانت المرحلة الأولى من حرب الاستنزاف، والتي استمرت حتى 20 يوليو 1969، فترة إعداد وتدريب وتنظيم للقوات الجوية المصرية بكافة التخصصات. فلم تكن القيادة العسكرية تريد الزج بالقوات الجوية في تلك الحرب حتى تكمل استعداداتها. خصوصًا أن في تلك المرحلة اقتصرت عمليات الجانب الإسرائيلي على أعمال الاستطلاع وعمل كمائن لاصطياد الطائرات المصرية وعدم الدخول في معارك جوية كبيرة. ومع ذلك دارت بعض المعارك والاشتباكات على الوجه التالي: في أعقاب معركة رأس العش (1 يوليو 1967) تطورت الاشتباكات مع تنفيذ مهام القصف الجوي يوم 14 و15 يوليو على أهداف إسرائيلية بالجانب الشرقي من قناة السويس والتي أسفرت عن سقوط طائرة ميراج إسرائيلية مقابل 10 أخرى مصرية. ثم توقف اشتباك الطيران المصري مرحليًا واقتصر على اشتباكات فردية أو معارك جوية متباعدة.

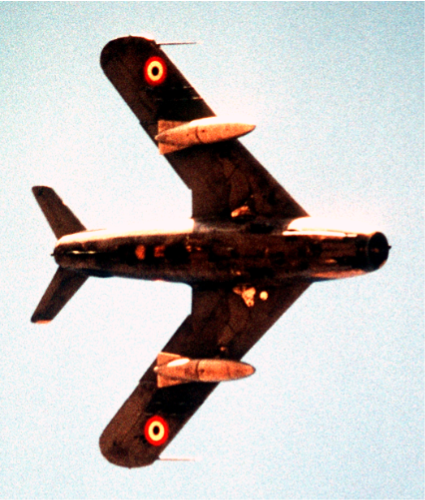
طائرة ميج 17 مصرية.

#### من 20 يوليو 1969 حتى نهاية الحرب
بدأت المرحلة الثانية من حرب الاستنزاف على صعيد القوات الجوية المصرية في 20 يوليو 1969، حيث بدأ استخدامها كعنصر تفوق لاستنزاف المضاد ومجارات الجانب السياسي على عدم توقيف الحرب. وقد أجبر هذا التطور القوات الجوية البدء في القتال والدفاع عن القوات البرية وأعمال الدفاع الجوي رغم عدم استعدادها الكامل لكل تلك المهام. صدرت الأوامر في يوم 20 يوليو للواء طيار مصطفى الحناوي قائد القوات الجوية المصرية آنذاك للرد على القصف الجوي الإسرائيلي المُعادي. فحلقت 50 طائرة مصرية معظمها من النوع ميج 17 من قاعدة المنصورة الجوية لقصف أهداف إسرائيلية على الجانب الشرقي من قناة السويس، كانت عبارة عن مواقع صواريخ الهوك في رمانة، ومحطة رادار شرق الإسماعيلية، وتجمعات تابعة للجيش الإسرائيلي. توالت بعدها الهجمات حتى بلغ عدد الطلعات الجوية المصرية من 20 يوليو حتى 31 ديسمبر 1969 حوالي 3200 طلعة جوية من أعمال هجوم وتأمين واستطلاع جوي. تصاعدت الهجمات الجوية المصرية بعد ذلك كرد شبه يومي على خطة «بريحا» الإسرائيلية التي من خلالها قصفت طائرات إف-4 فانتوم الثانية عمق الأراضي المصرية.
في ليلة 23 يناير 1970 اشتركت قاذفة إليوشن-28 مصرية في قصف جزيرة شدوان عندما احتلتها القوات الإسرائيلية وكان ذلك أول استخدام لها في حرب الاستنزاف. وفي شهر أبريل ومايو من سنة 1970 وصلت طائرات الدعم السوفيتي التي استخدمت في حماية العمق المصري وتوجيه الأسراب المسؤولة عن ذلك للجبهة الغربية من القناة لدعم القوات بها مما أدي إلى زيادة الهجمات على الجانب الشرقي. وقد بلغ عدد الطلعات الجوية في المرحلة الأخيرة من حرب الاستنزاف حوالي 4000 طلعة، الأمر الذي جعل إجمالي عدد طلعات القوات الجوية المصرية في حرب الاستنزاف حوالي 7200 طلعة جوية.

### حرب 1973

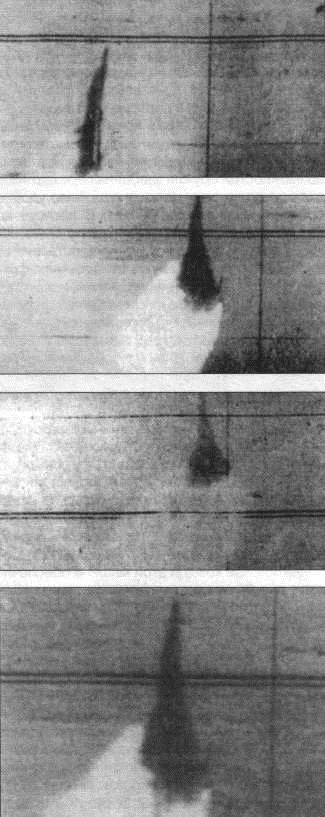
4 صور بتاريخ 20 أكتوبر 1973 تظهر نجاح مقاتلة ميج-21 مصرية بقيادة الطيار ضياء الحفناوي في إسقاط مقاتلة نيشر إسرائيلية يُحلق بها الطيار ميكي كاتز الذي تمكن من القفز بالمظلة.

في اليوم الأول لحرب أكتوبر، الثانية إلا خمس دقائق (بتوقيت القاهرة) أقلعت ما بين 212 و227 مقاتلة من 20 مطار وقاعدة جوية تطير على ارتفاع منخفض تحت مستوى الرادار متفادية جميع الدفاعات. سبقت مجموعات قاذفات القنابل مجموعات المقاتلات بثوان قليلة حتى تشتبك مع المقاتلات الإسرائيلية قبل أن تضع مجموعة من تشكيلات المقاتلات المصرية بجوار القاذفات لحمايتها عند تنفيذ مهامها. عبرت جميع المقاتلات المصرية قناة السويس فيما لا يزيد عن دقيقتان ونصف حتى تكتسب عنصر مفاجأة القوات الإسرائيلية متجه إلى 35 هدف. استمرت الضربة الجوية الأولى 15 دقيقة دُمرّ فيها مركز القيادة الإسرائيلي في أم مرجم ومركز الإعاقة والشوشرة في جبل أم خشيب و3 ممرات رئيسية وأخرى فرعية في مطار المليز وبير تمادا في سيناء. دُمرّ أيضًا 10 مواقع بطاريات صواريخ هوك إسرائيلية وموقعي مدفعية ميدان وعدة مراكز إرسال إسرائيلية. بعد ذلك الهجوم تحول تركيز الطائرات المصرية إلى مساندة الدفاع الجوي لمنع الطائرات الإسرائيلية من العبور إلى الجانب المصري من قناة السويس والتي تطير تحت مستوى الرادار.
بالرغم من كل تلك المتطلبات، شنت المقاتلات المصرية عدة هجمات أخرى من حين إلى حين بالمشاركة مع قاذفة القنابل الإستراتيجية توبوليف تي يو - 16 والتي أحدثت زعزعة كبيرة في الخطوط الخلفية للقوات الإسرائيلية. شنت المقاتلات المصرية سوخوي سو-7 بي إم  بالاشتراك مع المقاتلات ميراج الثالثة أي، التي تبرعت بها ليبيا، بهجمات عميقة في العمق الإسرائيلي بسيناء. حصلت مصر أيضًا على مساعدات (متعلقة بالطيران فقط) من الجزائر والتي كانت عبارة عن سرب طائرات ميج 17، وسرب طائرات ميج 21 وسرب طائرات سوخوي، وسرب طائرات هوكر هانتر من العراق. وحصلت أيضًا على 30 طيار من كوريا الشمالية، مع ذلك فقد عبرت القوات الإسرائيلية إلى الضفة الغربية بنقطة تسمى ثغرة الدفرسوار بين الجيشين المصريين الثاني والثالث الميدانيين ودمرت قواعد صواريخ سام التابعة لقوات الدفاع الجوي،
لكنها اضطرت إلى التراجع نتيجة تهديد الاتحاد السوفييتي بالتدخل، ووافقت على وقف إطلاق النار مع مصر.

كانت معظم اشتباكات طائرات الميج المصرية (بجميع أنواعها) مع طائرات نيشر ولم يكن للطائرات الإسرائيلية حرية الحركة كما كان في حرب عام 1967 فقد تطورت القوات الجوية المصرية كثيرا وتعلمت تكتيكات كثيرة في حرب الاستنزاف. حاولت القوات الجوية الإسرائيلية تدمير قواعد الطيران الرئيسية بدلتا النيل في كل من طنطا والمنصورة والصالحية لكي تحقق السيادة الجوية فتستطيع التغلب على القوات الأرضية المصرية، ولكن الطائرات المصرية تصدت لها، وكان أكبر تصدى لها في مدينة المنصورة في أكبر معركة جوية بعد الحرب العالمية الثانية في يوم 14 أكتوبر الذي أصبح بعد ذلك عيد القوات الجوية المصرية السنوي. أطلقت إسرائيل في معركة المنصورة الجوية غارة كبيرة الحجم تتكون من مائة طائرة مقاتلة من نوع إف-4 فانتوم الثانية وإيه - 4 سكاي هوك لتدمير قاعدة المنصورة الجوية. استمرت المعركة طوال 53 دقيقة. طبقًا لمصر فقد اشتبكت في تلك المعركة 180 طائرة مقاتلة في نفس اللحظة أغلبيتها تعود لإسرائيل. في الساعة العاشرة مساء (توقيت القاهرة المحلي) أذاع راديو القاهرة البلاغ رقم 39، والذي جاء فيه:

طائرات مقاتلة مصرية من طراز سوخوي سو-7

| القوات الجوية المصرية | دارت اليوم عدة معارك جوية بين قواتنا الجوية وطائرات العدو التي حاولت مهاجمة قواتنا ومطاراتنا وكان أعنفها المعركة التي دارت بعد ظهر اليوم فوق شمال الدلتا. وقد دمرت خلالها للعدو 15 طائرة وأصيب لنا 3 طائرات. كما تمكنت وسائل دفاعنا الجوي من إسقاط 29 طائرة للعدو منها طائراتا هيليكوبتر. وبذلك يكون إجمالي خسائر العدو من الطائرات في المعارك اليوم 44 طائرة منها طائرتا هيليكوبتر. | القوات الجوية المصرية |

على نفس الصعيد ادعى الراديو الإسرائيلي في اليوم التالي أن القوات الجوية الإسرائيلية أسقطت 15 طائرة مقاتلة مصرية ثم تضائل هذا الرقم إلى سبعة مع مضي الوقت. بعد الحرب والتدقيق والدراسة تبين أن نتائج معركة المنصورة الجوية كالتالي:
- سقوط 15 إلى 17 طائرة فانتوم إسرائيلية بواسطة 7 طائرات ميج، (لم يؤكد منهم سوى طائرة واحدة لغياب الأدلة المادية بالنسبة لباقي الطائرات).
- سقوط 3 طائرات مقاتلة مصرية نتيجة اشتباك جوي بالإضافة إلى تدمير طائرتان بسبب نفاذ الوقود منهما وعدم مقدرة طيارهما الرجوع للقاعدة الجوية، ودُمرّت أخرى ثالثة بعد مرورها وسط حطام طائرة فانتوم متطاير سبق إسقاطها بواسطة تلك الطائرة.[53][56]

### شابا الأولى
خلال حرب شابا الأولى في زعير عام 1977، قدمت القوات الجوية المصرية 50 من الطيارين والفنيين، وعملوا على طائرات ميراج من سلاح الجو الزائيري.

### المناوشات المصرية الليبية

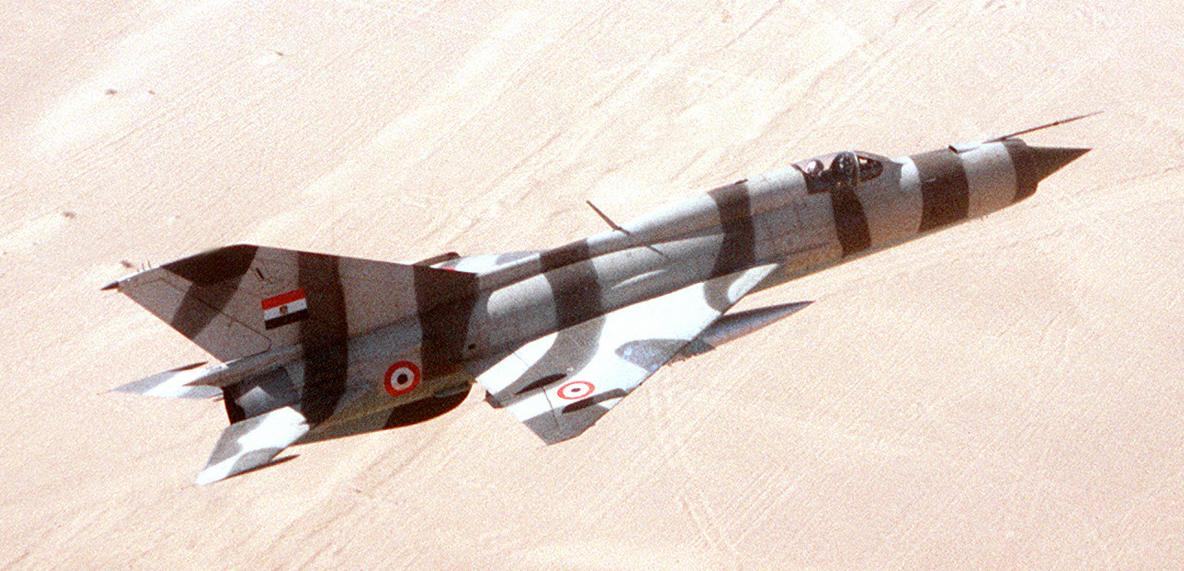
مقاتلة ميج 21 مصرية في مناورات النجم الساطع 82.

في 21 يونيو 1977، وكرد على القصف الليبي لمدينة السلوم المصرية، قام سربان مصريان من طائرات سوخوي سو - 20 وميج 21 بمهاجمة قواعد عسكرية في شرق ليبيا، مما أدى إلى تدميرها. كما هاجم الطيران المصري أيضًا قاعدة جوية رئيسية بالقرب من بنغازي ثاني أكبر مدن ليبيا وموقع صاروخي ليبي. وفي 22 يونيو هاجمت طائرات سوخوي سو - 20 وميج 21 المصرية القواعد الليبية الجوية جنوب طبرق ونجحت الدفاعات الجوية الليبية من طراز ستريلا-2 في إسقاط طائرة ميج 21 مصرية. لاحقًا في ذلك اليوم هاجمت الطائرات المصرية المواقع العسكرية الليبية بواحة الكفرة، ونقلاً عن مصدر عسكري مصري قد فوجئت المدافع الليبية الخاصة بالدفاع الجوي باستخدام المروحيات المصرية لتكنولوجيا "ECM" وطبقًا لنفس المصدر العسكري فقد تم إسقاط مظليين مصريين خلف الحدود الليبية. وفي 23 يونيو هاجمت الطائرات المصرية قاعدة العدم الجوية الليبية جنوب طبرق، وتم استدعاء جميع المقاتلات الليبية إلى طبرق مما أدى إلى معارك جوية عنيفة بين الطائرات المصرية والليبية. تم إسقاط بضع طائرات ليبية حسب تقديرات الإذاعة الليبية، ثم نجحت الطائرات المصرية من الانسلال إلى داخل ليبيا وتدمير قاعدة طبرق تدميرًا كاملاً. نجحت طائرات ليبية في قصف قاعدة مرسى مطروح الجوية المصرية لكنها لم تدمرها. أما 24 يونيو حاولت قوات جوية ليبية مهاجمة قواعد عسكرية مصرية بالصحراء الغربية المصرية، لكن أغلبها أسقط ونقلاً عن وكالات الأنباء المصرية نجحت القوات الجوية المصرية في تدمير ثكنات جنود ليبيين على بعد 35 كيلومتر من الحدود المصرية الليبية. وفي إحدى هذه المناوشات اشتبكت طائرتا ميج تابعتان للقوات الجوية الليبية مع اثنتان أخرتان تابعتان للقوات الجوية المصرية. قامت إحدى الطائرات الليبية بالمناورة مع طائرة مصرية، فأسقطت أرضا وانسحبت الطائرة الليبية الأخرى.

### الحرب الأهلية الليبية

إقلاع المقاتلات المصرية لقصف مواقع داعش بليبيا

خلال الأزمة الليبية في عام 2014 كانت هناك تقارير متضاربة أن قصف الطائرات الحربية المصرية الميليشيات الليبية في دعم من الحكومة والتي مقرها في طبرق. ونفت وزارة الخارجية أي تورط في الصراع على الرغم من أن مسؤول عسكري مصري لم يفصح عن اسمه ادعى خلاف ذلك.

### الغارات الجوية في ليبيا 2015
في 16 فبراير 2015، شنت القوات الجوية المصرية غارات جوية مكثفة بالتنسيق مع الجيش الليبي على 13 موقع لتنظيم داعش شملت مخازن للأسلحة ومعسكرات تدريب وذلك رداً على ذبح 21 قبطيًّا من العمال المصريين من قبل مسلحين ملثمين تابعين للتنظيم.

### التدخل العسكري في اليمن 2015
كجزء من عملية عسكرية إقليمية مشتركة بقيادة السعودية شاركت مصر بأربع سفن حربية، و16 طائرة مقاتلة، وفرقاطة بحرية.

### الغارات الجوية في ليبيا 2017
في 27 مايو 2017 قامت القوات الجوية المصرية بتوجيه ضربة جوية مركزة داخل العمق الليبي في مدينة درنة بالتنسيق مع الجيش الليبي، استهدفت التنظيمات الإرهابية المدعومة من تنظيم «داعش» لتنفيذ عمليات إرهابية ضخمة داخل الأراضي المصرية، بعد التأكد من اشتراكهم في التخطيط والتنفيذ للحادث الإرهابي الذي وقع بمحافظة المنيا.

## المناورات الجوية

### مناورات النجم الساطع

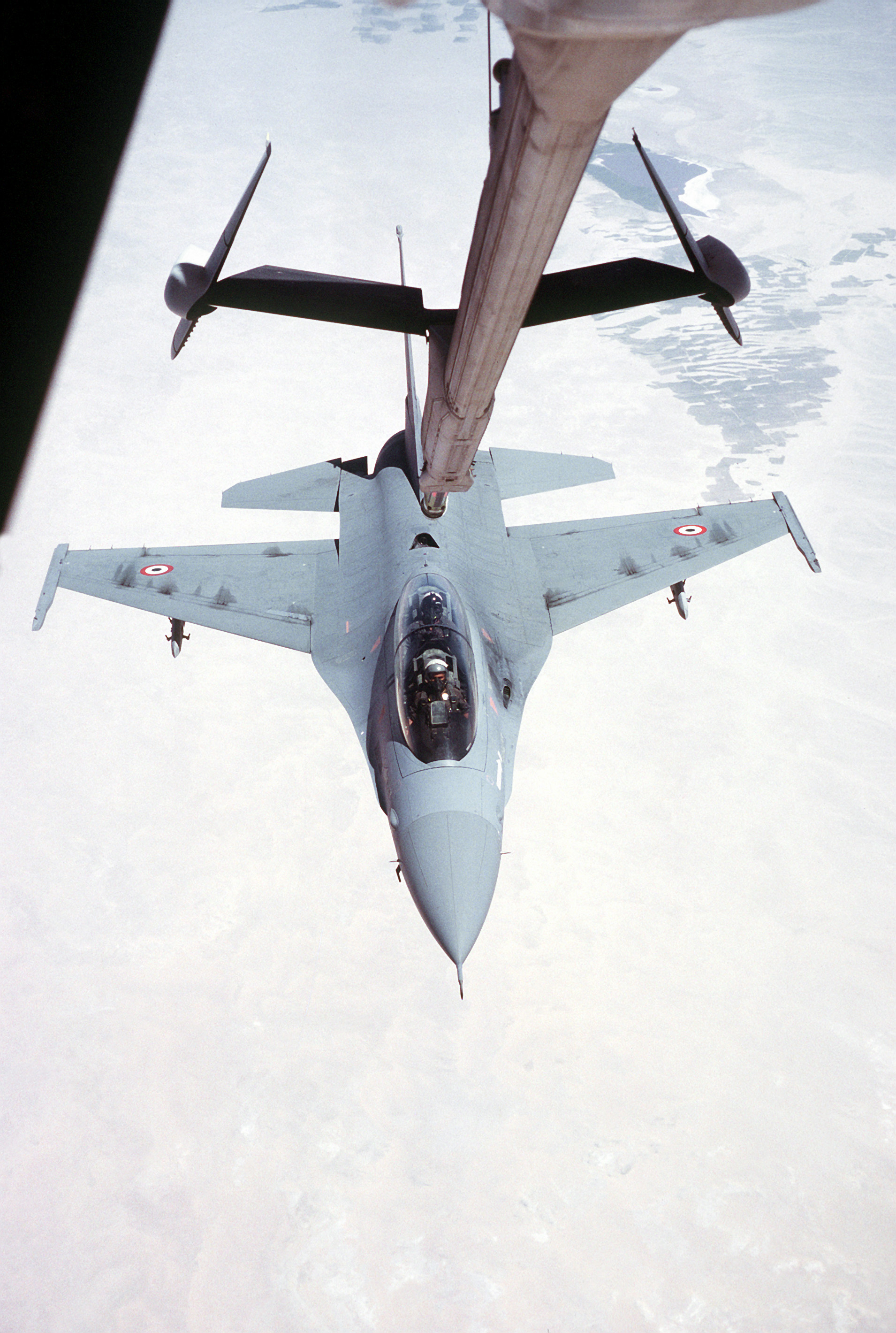
طائرة مقاتلة مصرية خلال مناورات النجم الساطع.

تعتبر مناورات النجم الساطع أكبر تدريب متعدد الجنسيات في العالم، ويقام في مصر كل عامين، ويُشارك فيها كل عام قرابة 43 ألف جندي مصري. بدأت تلك المناورات عام 1980 كعملية تدريب ثنائية بين القوات المسلحة الأمريكية والجيش المصري بعد توقيع اتفاقية كامب ديفيد في سنة 1979، ثم توسعت وشملت عدة دول بالإضافة إلى مصر والولايات المتحدة. وشاركت ثلاث دول عربية بقوات الأمن، وست من دول حلف شمالي الأطلسي بما فيها ألمانيا. ولقد دعيت ثلاث وثلاثون دولة بما فيها الصين وأوزبكستان وكازاخستان وروسيا والهند وباكستان وفرنسا وبريطانيا واليونان وتركيا وألمانيا وإيطاليا والكويت واليمن والأردن وسورية، وتسعى دول أفريقية لإرسال مراقبين.

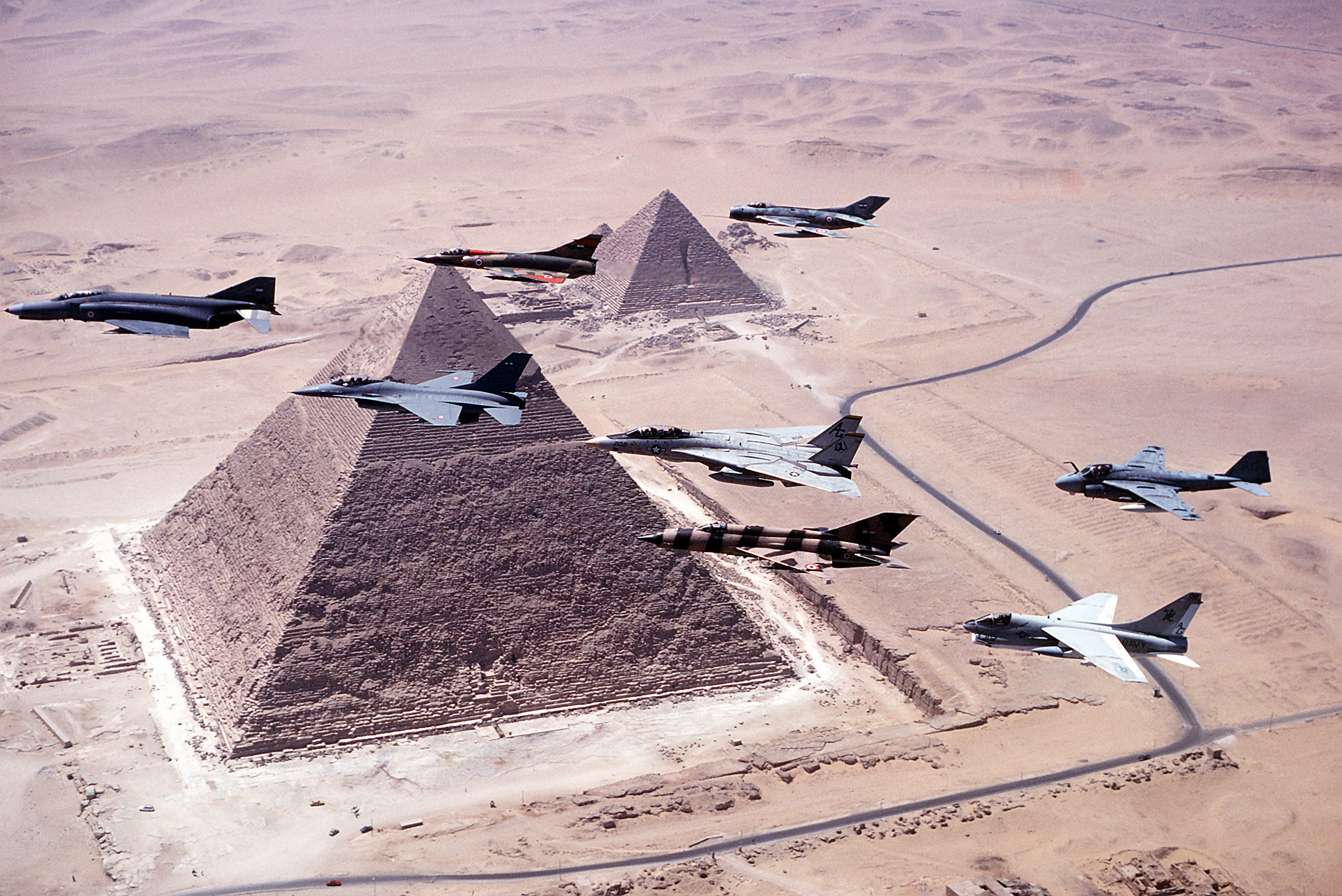
طائرات حربية مصرية مشاركة ضمن مناورات النجم الساطع عام 1983.

### مناورات فيصل
مناورات فيصل هي مناورات عسكرية جوية تكتيكية تجريها القوات الجوية لكل من مصر والسعودية. وتتم بالتبادل بين البلدين، وذلك بهدف تبادل الخبرات ورفع الكفاءة التدريبية للقوات المشاركة.
وتهدف إلى تخطيط وإدارة أعمال قتال مشترك بين سلاح الجو الملكي السعودي والقوات الجوية المصرية، وقيام المقاتلات المتعددة المهام من الجانبين بالتدريب على أعمال الدفاع والهجوم المشترك على أهداف حيوية معادية، وتقديم الدعم الإداري والفني للقوات المشتركة.

### مناورات عين جالوت
مناورات عين جالوت هي مناورات عسكرية جوية تكتيكية تجريها القوات الجوية لكل من مصر والأردن. وتعقد المناورات بين البلدين كل عامين في الأردن بمشاركة أحدث المقاتلات الجوية وذلك منذ بدأت في عام 2000.
تهدف إلى تخطيط وإدارة أعمال قتال مشترك بين السلاح الجوى الملكي الأردني والقوات الجوية المصرية، وقيام المقاتلات المتعددة المهام من الجانبين بالتدريب على أعمال الدفاع والهجوم المشترك على أهداف حيوية معادية، وتقديم الدعم الإداري والفني للقوات المشتركة.

### مناورات أخرى
كما تشارك أيضاً القوات الجوية مع الولايات المتحدة في مناورات حلبة النسر، مع الإمارات في مناورات زايد، مناورات سهام الحق، مع البحرين في مناورات الربط الأساسي، مناورات حمد، مع الكويت في مناورات اليرموك، مع الأردن في مناورات العقبة، مناورات عين جالوت، مع اليونان في مناورات ميدوزا، مناورات حورس، مع فرنسا في مناورات رمسيس. وتجري القوات بين تشكيلاتها مناورات مجد. كما تشارك بعناصر لها في مناورات رعد التي تجريها قيادة المنطقة الغربية العسكرية، بدر التي يجريها الجيش الثالث الميداني، نصر التي يجريها الجيش الثاني الميداني.

## التطوير

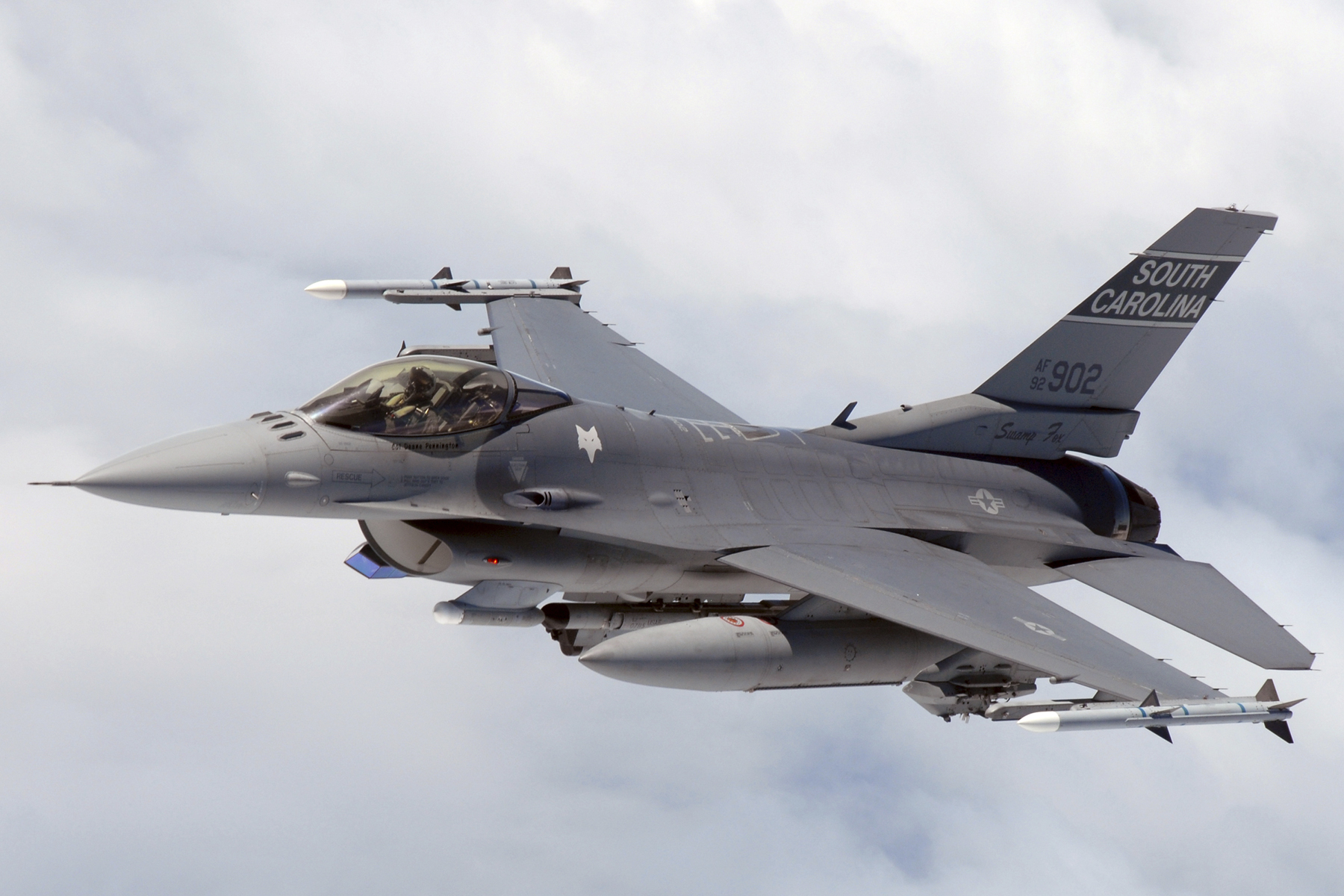
تخدم إف-16 فايتينغ فالكون في القوات الجوية المصرية بعدد 220 مقاتلة وبذلك تعتبر العمود الفقري

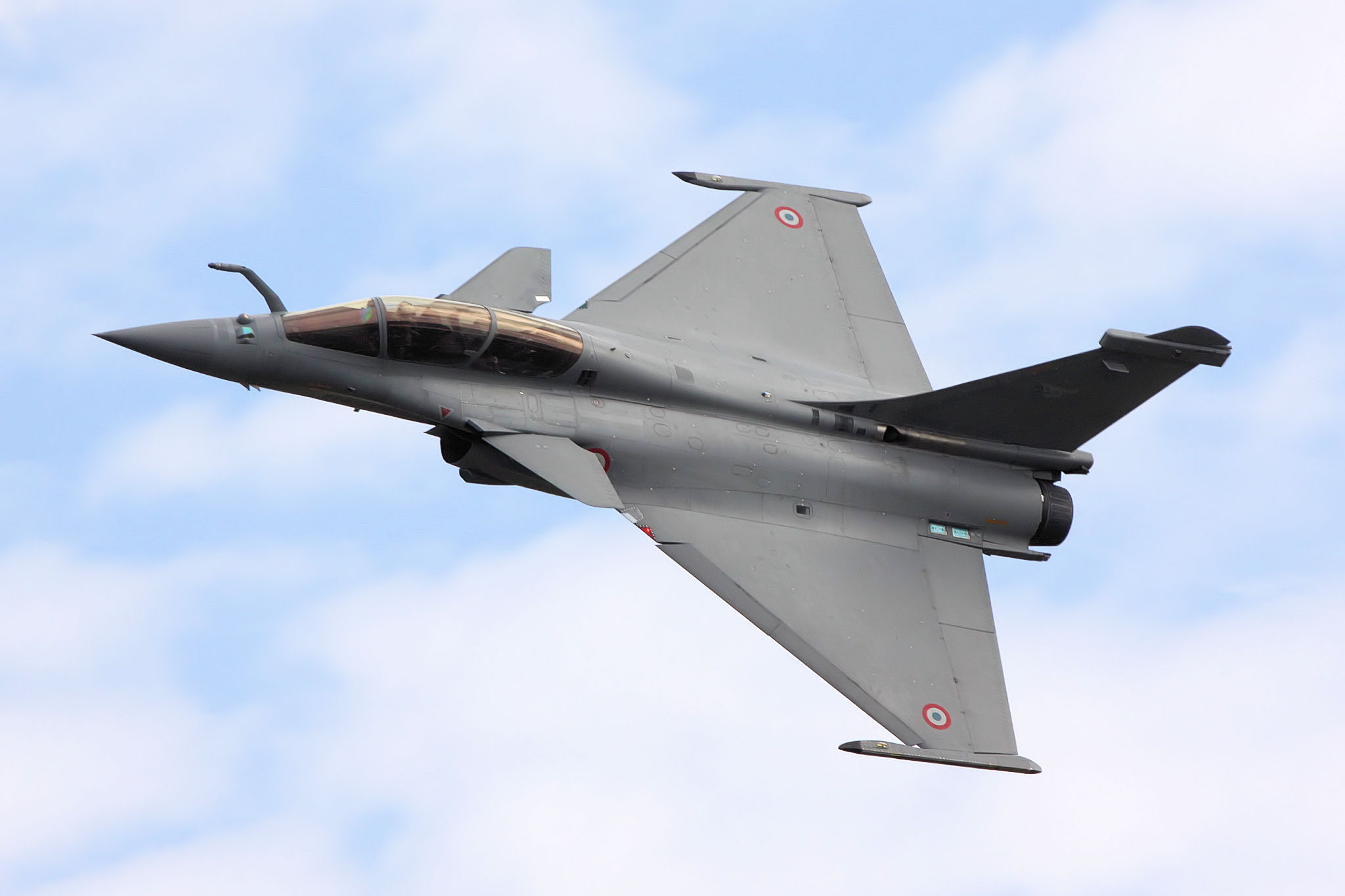
استلمت مصر 6 طائرات رافال حتى أوائل عام 2016.

مع بداية عام 1982 بدأت القوات الجوية المصرية الحصول على مقاتلات إف 16 طبقًا لمعاهدة كامب ديفيد من الولايات المتحدة الأمريكية، وفي عام 1986 حصلت على مقاتلات ميراج 2000 ورُخّص لها بتصنيعها في مصر، وكان الإنتاج الأول منها يتكون من 20 طائرة مقاتلة، ثم حصلت مصر أيضًا على رخصة تصنيع طائرات ألفا جت، وتجميع 110 طائرة تدريبية إيه إم بي 312 توكانو البرازيلية.
عقب حرب أكتوبر وإبرام معاهدة السلام مع إسرائيل برعاية الولايات المتحدة، بدأت القوات الجوية المصرية تنويع مصادر أسطولها الجوي بالطائرات الأمريكية والفرنسية وبعض الطائرات الصينية. وفي عام 1987 دخلت الخدمة طائرات الإنذار المبكر إي - 2 هوك آي، ذات التحديثات المتقدمة من رادارات "AN/APS-145". طورت القوات الجوية المصرية أيضًا الطائرات إف 16 لتسمح لها بإطلاق صاروخ حربون مضاد للسفن. وحصلت مصر أيضا على المروحية المقاتلة أباتشي والتي طورت لاحقًا إلى طرازات أحدث، كذلك طورت طائراتها المروحية من نوع سى إتش - 47 شينوك، واستبدلت البحرية المصرية مؤخراً مروحياتها من نوع «إس إتش 3» و«إس إيه 342» و«غزال» بالمروحية إس إتش 2 الأحدث طرازاً، كذلك طلبت 68 طائرة تدريبية من نوع جي 115، و120 من نوع هونغدو جيه إل-8.

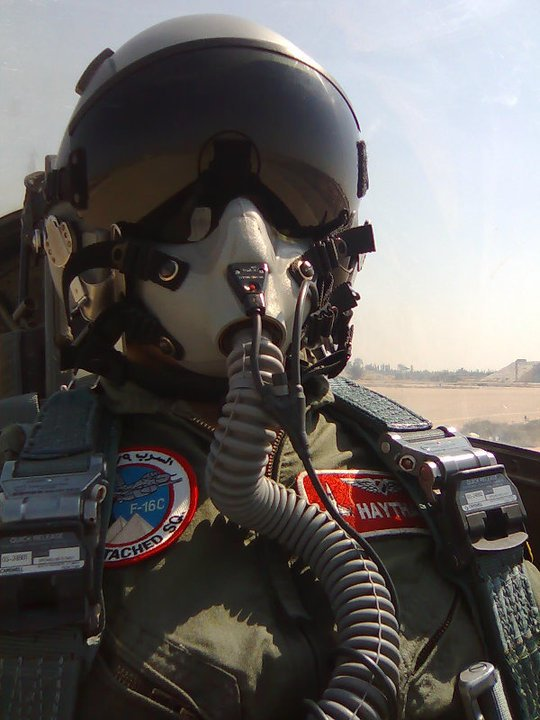
طيار مقاتل مصري على متن مقاتلة

في أواخر التسعينات، أعربت القوات الجوية عن رغبتها في الحصول على التكنولوجيا الحديثة التي تمكنها من ردع أي عدوان، ومساعدة حلفائها، وحماية الأمن القومي المصري.وتشتمل هذه التكنولوجيا على نُظم الاستطلاع الجوي الفضائي، ونظم القيادة والسيطرة المحمولة جوًا، بالإضافة إلى الجيل القادم من الطائرات المقاتلة المتطورة، وإمكانيات إعادة ملأ الوقود بالجو، وطائرات النقل الحديث وطائرات جيه إف-17 ثاندر.

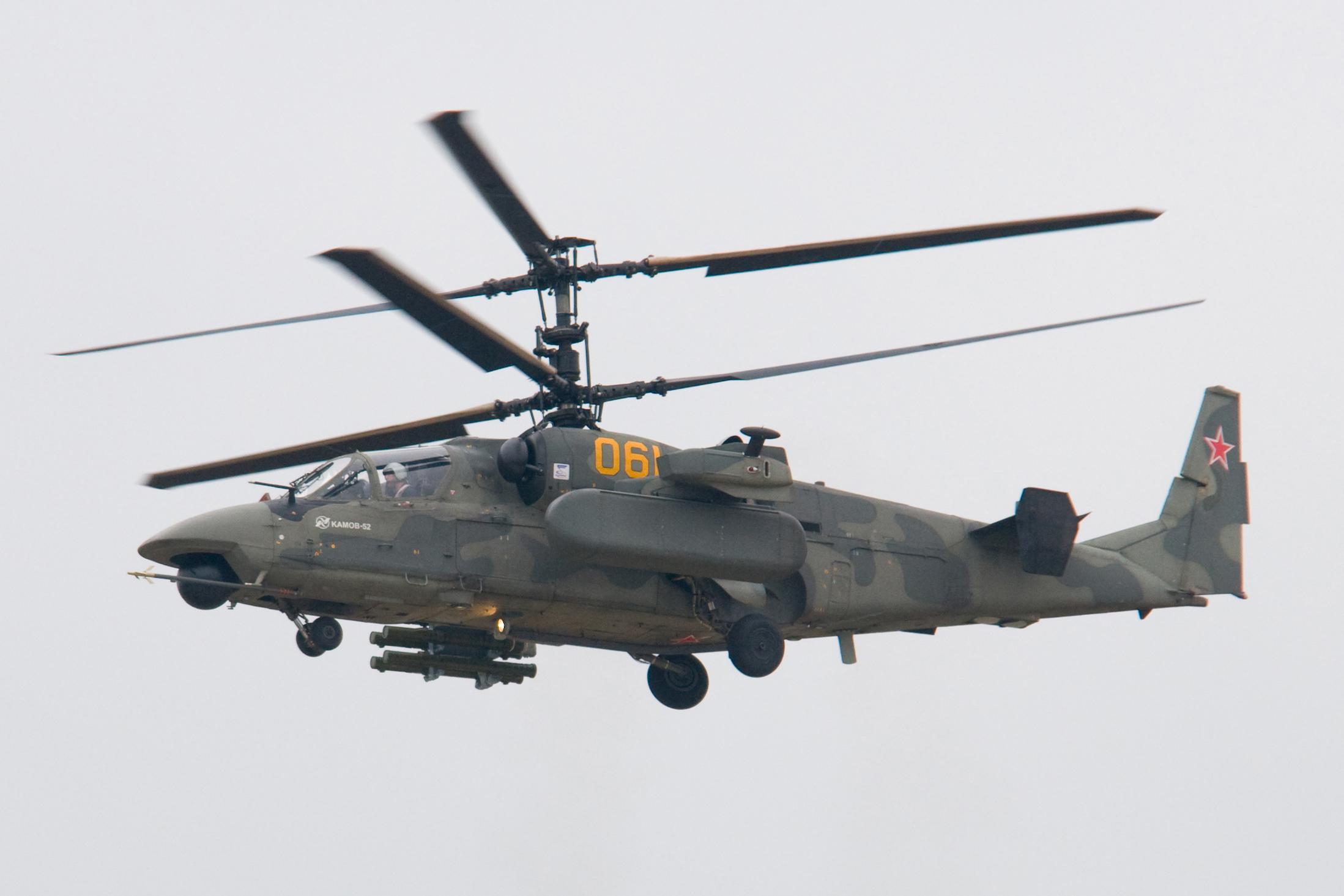
وقعت روسيا ومصر على عقد لتسليم 50 مروحيات كا-52 وسوف يتم التسليم في عام 2016 حتى عام 2018

في عام 2002، طلبت مصر طائرات إف-15 إيه من الولايات المتحدة، فتحركت إسرائيل فورًا لقطع الطريق على تلك الصفقة، مشيرة إلى أن في جميع التدريبات العسكرية الحديثة المصرية كانت إسرائيل العدو فيها. في البداية لم توافق الولايات المتحدة على طلب إسرائيل لفرض حظر هذه الطائرات على مصر، ولكن في النهاية وافقت على فرض الحظر لأن إسرائيل قدمت بعض الأدلة على أنها العدو الأساسي للتدريبات العسكرية المصرية. في 6 نوفمبر عام 2006، بدأت مصر محادثات مع شركة ميكويان لإمكانية بيع طائرات ميج 29 لمصر. وفي عام 2007 قامت مصر بدراسات أكثر لشراء دفعة كبيرة من ذلك الطراز، وتمت الموافقة على تلك الصفقة سعيًا من روسيا لاستعادة مصر كحليفة لها في المنطقة، وفي إطار حزمة المساعدات العسكرية الأمريكية لمصر لعام 2010 تم التعاقد على 20 طائرة طراز جنرال دايناميكس إف-16 فايتينغ فالكون بقيمة مليار دولار تم تسليم دفعة منها في أكتوبر 2015. وأصبحت مصر أول زبون دولي للطائرة الفرنسية رافال بعد الإعلان الرسمي عن تعاقدها على 24 مقاتلة واستلامها لـ 6 طائرات حتى أوائل عام 2016. في عام 2015 وقعت مصر عقد تسليم 50 مروحية مقاتلة من طراز «كا 52» مع الجانب الروسي، والتي صممت خصيصا لسطح الميسترال الفرنسية والتي كانت ستسلم في الأصل لروسيا حتى تغير مسار الصفقة إلى الجانب المصري. وفي نفس العام تعاقدت مصر على عدد 28 من نظام الدفاع الروسي المحمول جواً بريزيدنت - إس بهدف حماية الطائرات من الإصابة بالصواريخ الجوية وصواريخ الدفاع الجوي والمدفعية المضادة للطائرات، والتي من المتوقع انتهاء تسليمها في يوليو 2016، والتخطيط للتعاقد على عدد إضافي من نفس النظام يقدر بـ 30 وحدة. وفي عام 2013 علقت الولايات المتحدة تسليم 10 طائرات هليكوبتر من طراز أباتشي لمصر بسبب التوترات السياسية إلا أنها أعلنت في أبريل 2014 إنهاء تعليق تسليم الطائرات الهجومية لمصر لمساعدتها في الحرب على الإرهاب، وفي ديسمبر 2014 استلمت مصر الطائرات العشر.

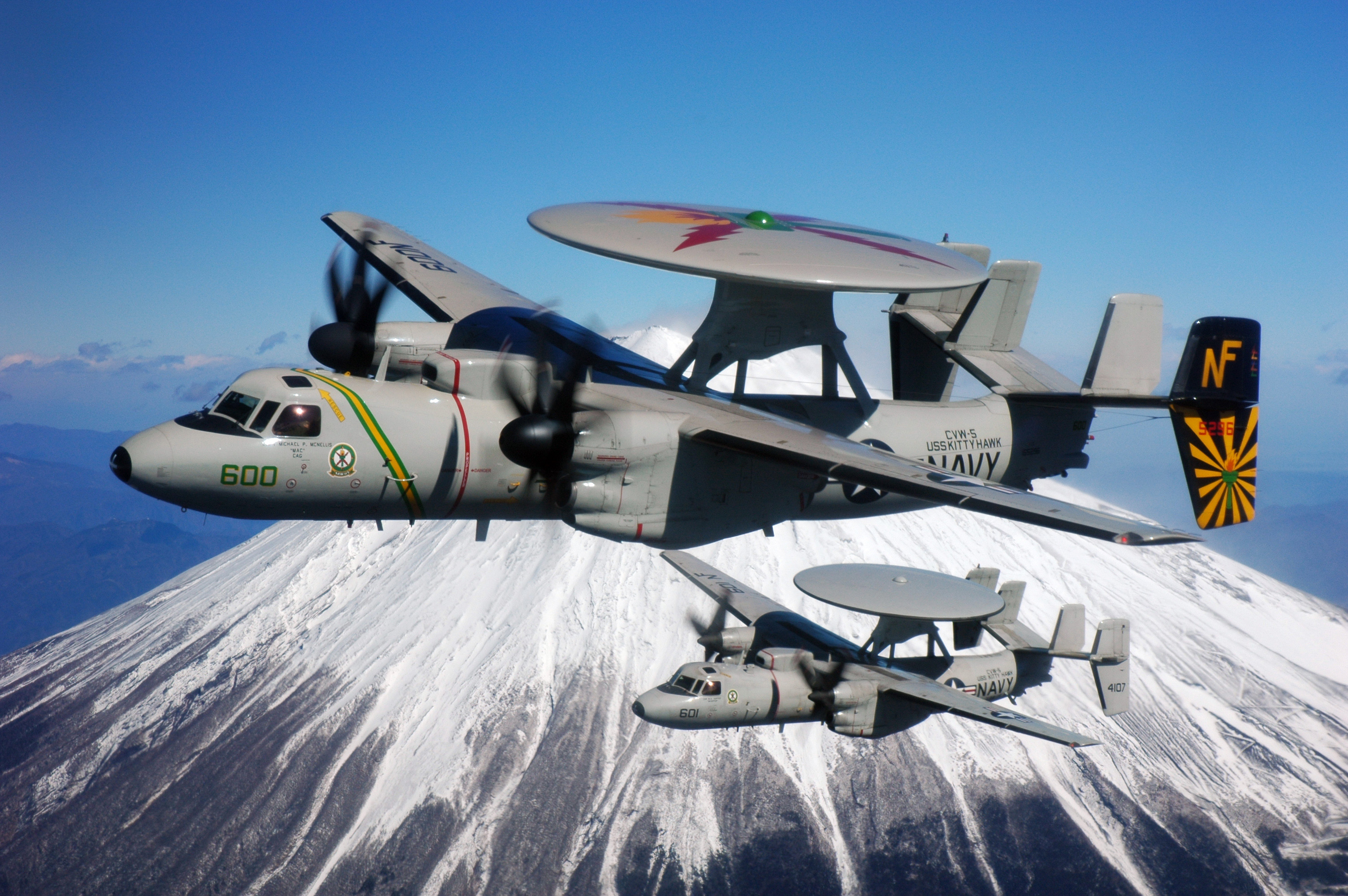
طائرة إي - 2 هوك آي تعمل في جميع الأحوال الجوية بنظام الإنذار المبكر والتحكم (أواكس)

المروحية سى سبريت المضادة للغواصات أثناء الهبوط على متن الفرقاطة بيرى التابعة للبحرية المصرية

تعتبر الطائرات المقاتلة من طراز إف-16 فالكون هي عصب القوات الجوية المصرية بعدد وحدات يقدر بـ 240 وبذلك تكون مصر رابع أكبر مستخدم لتلك المقاتلات في العالم. تستخدم القوات الجوية المصرية أيضًا 19 طائرة ميراج 2000 بالإضافة إلى تطوير 32 طائرة من أنواع إف-4 فانتوم الثانية، ميراج 5، وسي 130 هيركوليز. وتستخدم طائرات إنذار مبكر وتحكم من نوع إي - 2 هوك آي، والتي يتم تطويرها إلى طراز هوك آي 2000. بدأت القوات الجوية المصرية بإنتاج الطائرات جيه إف-17 ثاندر محليًا باستخدام خط إنتاج الطائرات كاي - 8 آي، في بداية عام 2010 لاستبدال الطائرات الصينية إف - 7 وإف - 6.
في 1982 بعد تقييم القوات الجوية المصرية أداء القوات الجوية الإسرائيلية في حرب لبنان شعرت بأهمية الحرب الإلكترونية والطائرات بدون طيار، لذلك بدأت برنامج كبير لإدخال أسلحة الحرب الإلكترونية المتقدمة في كيانها. في البداية كانت بشراء طائرتين سي 130 هيركوليز مصممتين خصيصًا لعمليات جمع المعلومات الاستخبارية. ثم أدخلت الطائرات بدون طيار من نوع تيليدين ريان سكراب طراز 324 المصممة خصيصا لها. امتلكت القوات الجوية 56 طائرة من ذلك النوع، واستخدمت أيضًا الطائرات بدون طيار المصغرة محلية التطوير نوع سكاي آي، وتمتلك القوات الجوية المصرية 48 طائرة منها. كذلك تمّ استقدام نظامين للطائرات بدون طيار من نوع كامكوبتر لكي تستخدمهما البحرية المصرية في صفقة قيمتها 4.5 مليون دولار أمريكي، كل نظام منها يحتوي على طائرتين بدون طيار.
تستخدم القوات الجوية المصرية الطائرات بدون طيار في عمليات الاستطلاع ومراقبة الحدود والحرب الإلكترونية. والجدير بالذكر أنه في أبريل 2007 أطلقت مصر القمر الصناعي إجيبت سات - 1 للاستشعار عن بعد،  والذي تدور حوله الشكوك في أنه يستخدم لعمليات التجسس والحرب الإلكترونية.

## القادة

### قادة القوات الجوية الملكية المصرية
| - قائد الأسراب / فيكتور هيربيرت تايت (1932 - 1936). - علي إسلام باشا (6 يوليو 1939 - 20 أغسطس 1939). - حسان محمد عبد الوهاب باشا (20 أغسطس 1939 - 21 أكتوبر 1940). - علي موافي باشا (21 أكتوبر 1940 - 4 أكتوبر 1942). | - حسن حسني طاهر باشا (4 أكتوبر 1942 - 4 نوفمبر 1944). - محمد متولي باشا (8 نوفمبر 1944 - 11 مارس 1947). - محمد شعراوي بك (11 مارس 1947 - 23 يوليو 1952). |

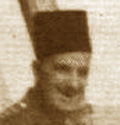
قائد الأسراب فيكتور هيربيرت تايت، أول قائد لسلاح الجو المصري عند إنشائه.

### قادة القوات الجوية المصرية
- حسن محمود (30 يوليو 1952 - 22 يونيو 1953).[100]
- محمد صدقي محمود (23 يونيو 1953 - 19 سبتمبر 1959).[101]

### قادة القوات الجوية والدفاع الجوي المصري

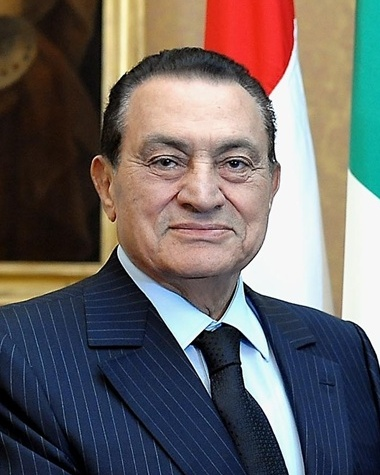
محمد حسني مبارك، قائد القوات الجوية المصرية من تاريخ 23 أبريل سنة 1972 إلى 16 أبريل سنة 1975.

- محمد صدقي محمود (20 سبتمبر 1959 - 11 يونيو 1967).[92][93][101]
- مدكور أبو العز (11 يونيو 1967 - 2 نوفمبر 1967).[92][93][102]
- مصطفى شلبي الحناوي (2 نوفمبر 1967 - 2 أغسطس 1968).[معلومة 1][93][103][104]

### قادة القوات الجوية المصرية
- لواء طيار / مصطفى شلبي الحناوي (2 أغسطس 1968 - 22 يونيو 1969).[93]
- لواء طيار / علي مصطفى بغدادي (22 يونيو 1969 - 23 أبريل 1972).[92][92][93][105]
- الفريق / محمد حسني مبارك (23 أبريل 1972 - 16 أبريل 1975).[92][93][106]
- الفريق / محمود شاكر (16 أبريل 1975 - 6 أبريل 1980).[92][93][107]
- الفريق / محمود شبانة (6 أبريل 1980 - 15 أبريل 1982).[92][93][108]
- الفريق / محمد عبد الحميد حلمي (14 أبريل 1982 - 16 أبريل 1987).[92][93][109]
- الفريق / محمد علاء الدين بركات (17 أبريل 1987 - 6 أبريل 1990).[92][93][110][111]
- الفريق / أحمد عبد الرحمن نصر (7 أبريل 1990 إلى 7 أبريل 1996).[92][93][112][113]
- الفريق / أحمد شفيق (7 أبريل 1996 - 1 مارس 2002).[92][93][114]
- الفريق / مجدي جلال شعراوي (1 مارس 2002 - 20 مارس 2008).[92][93][115]
- الفريق / رضا حافظ (20 مارس 2008 - 14 أغسطس 2012).[4][116]
- الفريق / يونس حامد المصري (14 أغسطس 2012 - 14 يونيو 2018).[117]
- الفريق / محمد عباس (14 يونيو 2018 - 13 أغسطس 2022).
- الفريق / محمود فؤاد عبد الجواد (14 أغسطس 2022 - 15 يونيو 2025).[118]
- لواء طيار أركان حرب / عمرو عبد الرحمن صقر (15 يونيو 2025 - حتى الآن).[119]

## الزي

علي مصطفى بغدادي بزيّه الرسمي.

### منذ الإنشاء حتى سنة 1953
منذ إنشاء سلاح الجو المصري استخدم أفراده زيًّا عسكريًّا موحدًا مشابهًا لزي القوات الجوية الملكية البريطانية وذلك نتيجة للارتباط الوثيق بين القوات الجوية المصرية ونظيرتها البريطانية.
وَكلت القوات الجوية الملكية المصرية «محمود ونيس» أحد صانعي الملابس بحياكة الزي الجديد وكان يتكون من بدلة قطعتين باللون الأزرق الداكن وقميص رمادي اللون ورابطة عنق سوداء. القطعة العلوية من البدلة أو «الجاكت» كانت بأربعة جيوب -الاثنان العلويان من النوع الصدفي المنطوي والاثنان السفليان من النوع المنفوخ- بأربعة أزرار نحاسية منقوش عليها نسر ولي العهد والتاج الملكي المصري.
حول الوسط لف حزام برأس نحاسية مستطيلة. على صدر القطعة العلوية اليمين وضع شعار القوات الملكية البريطانية المُحاك من الصوف الذي يدل على أن ذلك الطيار دُرب ويُرأس من قبل بريطانيا ودول الكومنولث، وعلى اليسار شعار القوات الجوية الملكية المصرية الذي يتكون من دائرة بها الهلال والثلاث نجمات -شعار المملكة المصرية- ويعلوها التاج الملكي المصري، ويخرج من الدائرة جناحان يشبهان أنصاف إسعاف النخيل. حيك على القطعة العلوية من الداخل اسم الصانع «محمود ونيس تاجر وترزي بمصر» باللغة العربية والفرنسية.

فيلم إسماعيل يس في الطيران

## القوات الجوية في الإعلام
ظهرت شخصية طيار القوات الجوية المصرية في العديد من الأفلام العربية، ومن أشهر تلك الأفلام وأكثرهم نجاحاً فيلم إسماعيل يس في الطيران ضمن سلسلة أفلام إسماعيل يس. وهو فيلم كوميدي من تأليف أبو السعود الإيبياري وإخراج فطين عبد الوهاب. عُرض الفيلم عام 1954.

## الشعار
الشعار الحالي للقوات الجوية المصرية يتكون من ثلاث دوائر متداخلة من الألون الأساسية في علم مصر: الأحمر، الأبيض، والأسود. منذ عام 1961 حتى عام 1973 كان الشعار مشابه للشعار الحالي عدا أنه كان يحتوى على نجمتان خضراوتان في الدائرة الداخلية.
وأول شعار للقوات الجوية المصرية كان يتكون من ثلاثة دوائر الأولى والداخلية خضراء والوسطى بيضاء ويتوسط الدائرة الداخلية شعار المملكة المصرية، أي الهلال والنجمات الثلاث.

### الدوائر
| 1932 — 1932 | 1932 — 1932 | 1932 — 1945 | 1945 — 1958 | 1958 — 1972 | 1984–الحالي |
| ----------- | ----------- | ----------- | ----------- | ----------- | ----------- |

### علامة الزعنفة
| 1932 — 1932 | 1932 — 1945 | 1945 — 1958 | 1958 — 1972 | 1972 — 1984 | 1984–الحالي |
| ----------- | ----------- | ----------- | ----------- | ----------- | ----------- |

## الأسطول

### الطائرات الحالية

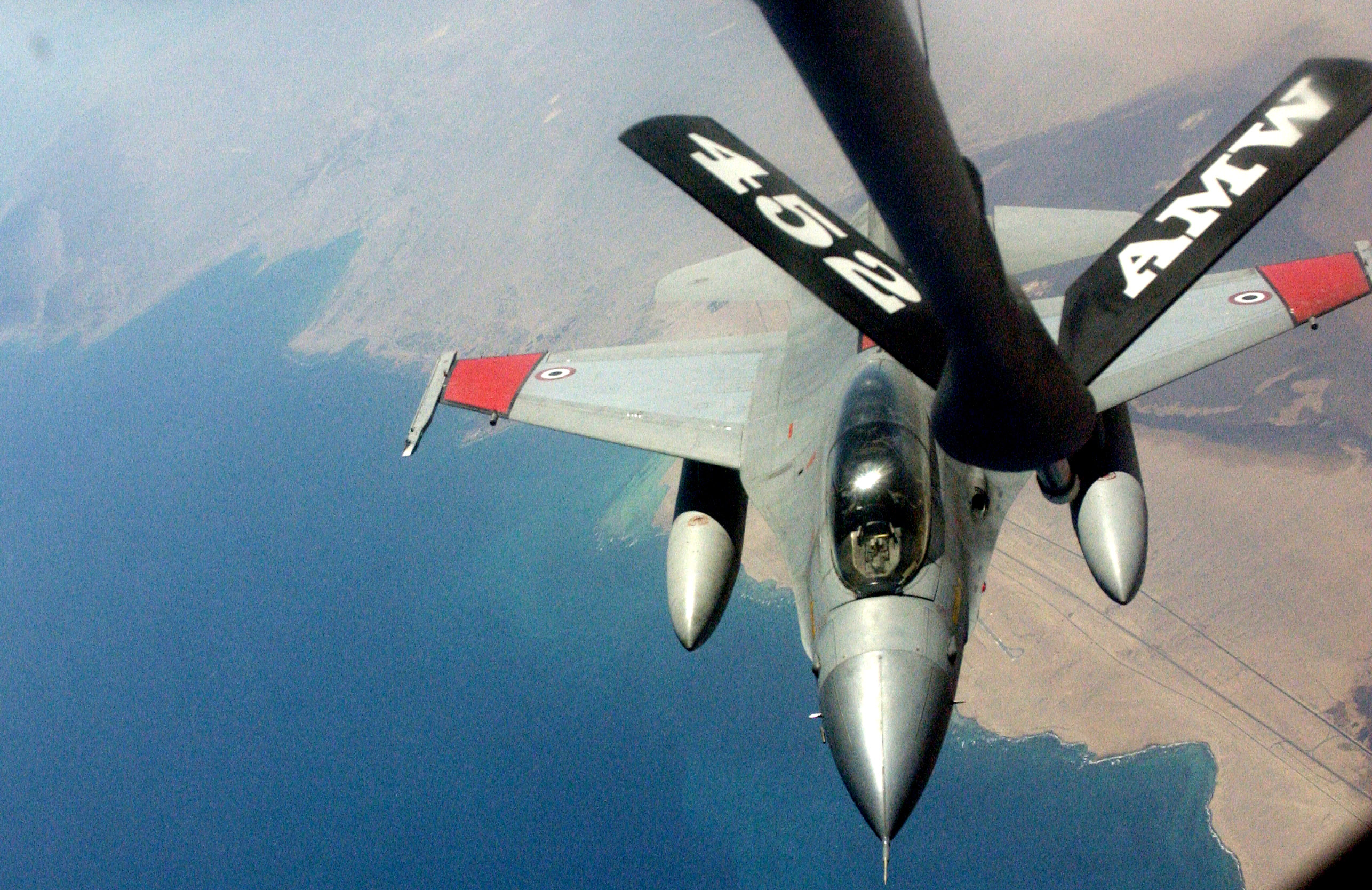
إف-16 فايتينغ فالكون تابعة للقوات الجوية المصرية أثناء التزود بالوقود

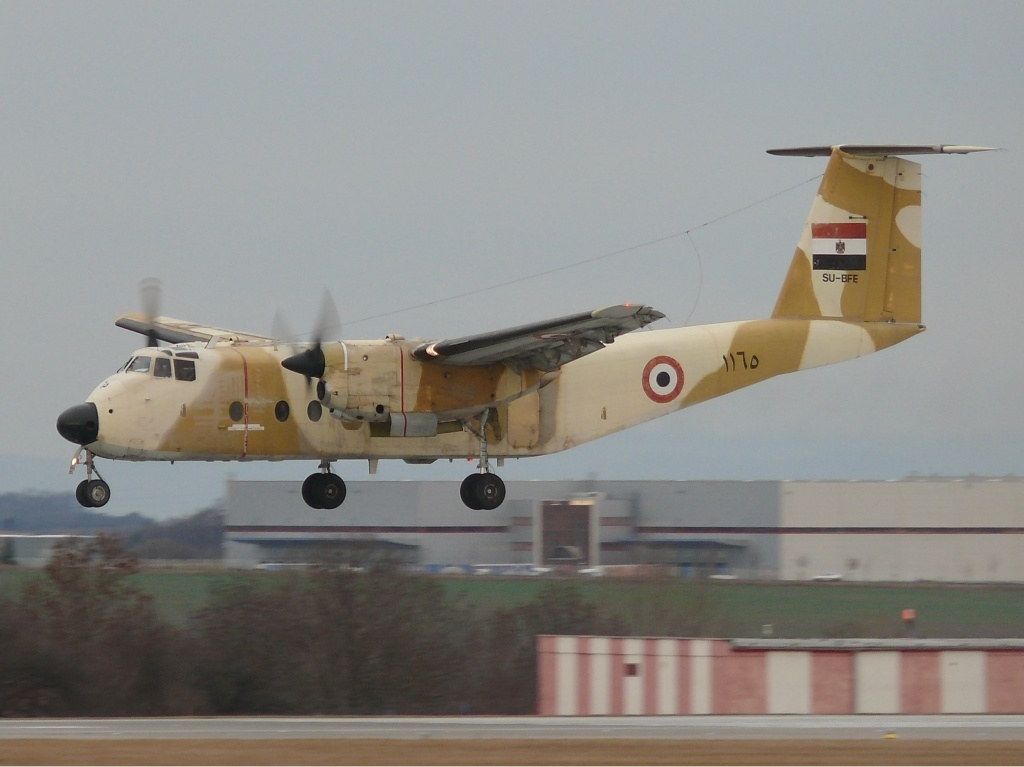
دي إتش سي - 5 تابعة للقوات الجوية المصرية

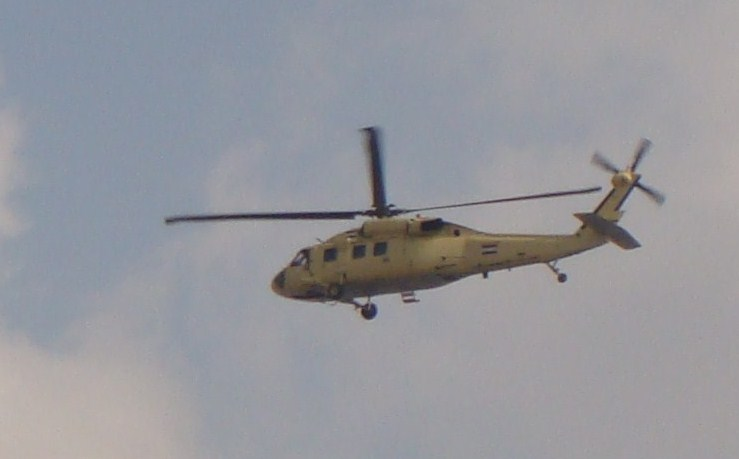
يو إتش-60 بلاك هوك تابعة للقوات الجوية المصرية

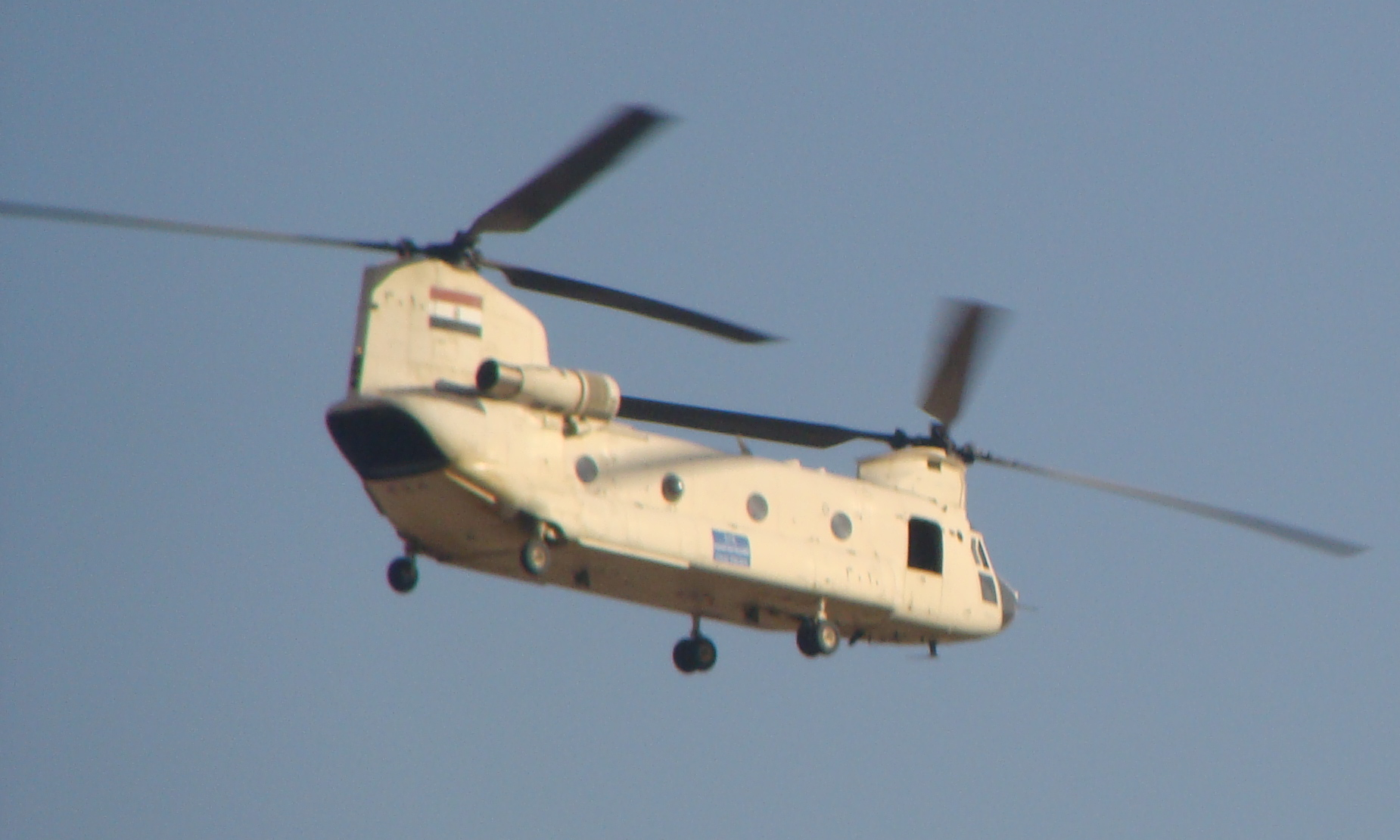
بوينغ سي إتش-47 شينوك تابعة للقوات الجوية المصرية

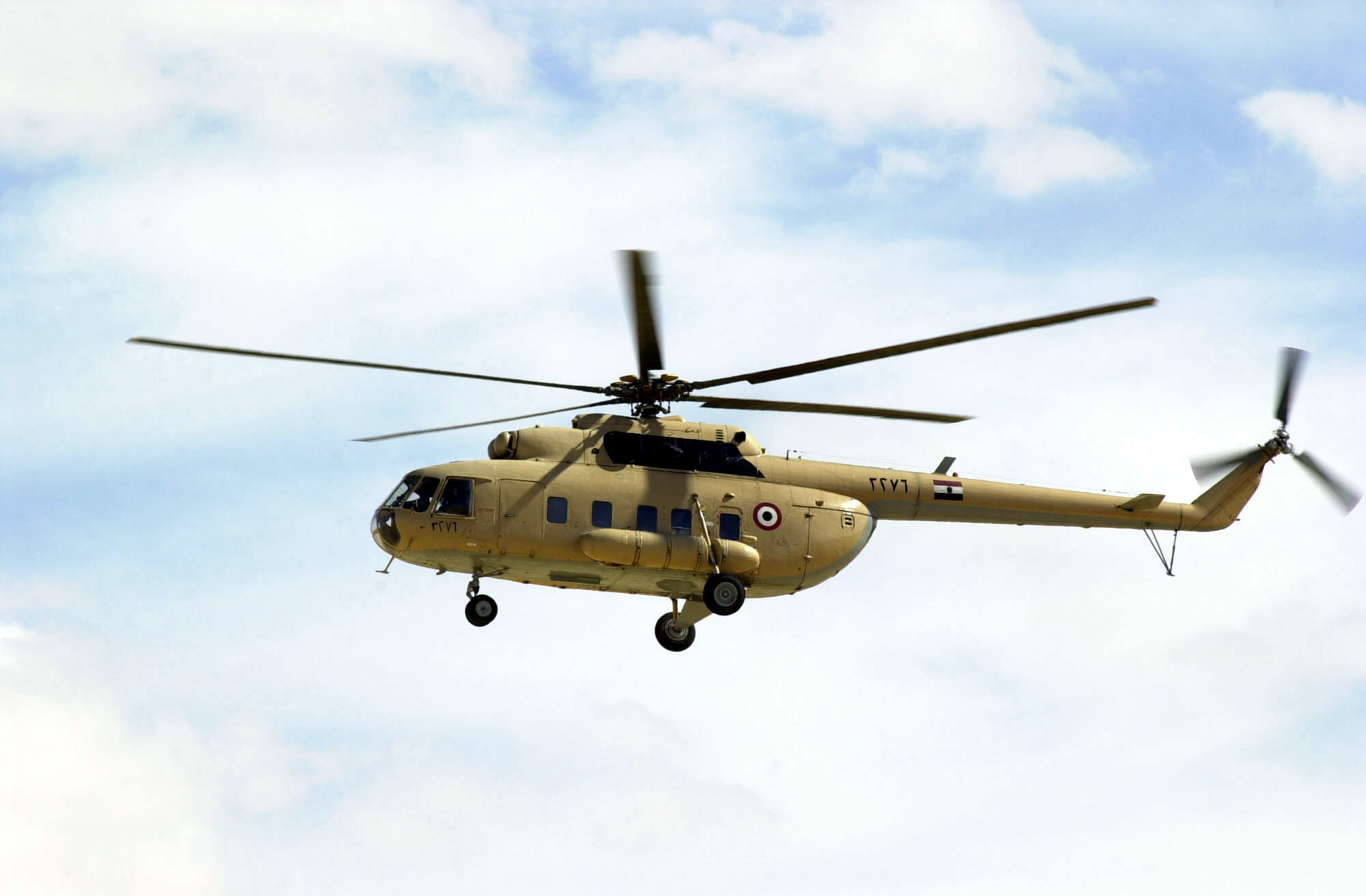
ميل مي-8 تابعة للقوات الجوية المصرية

| النوع                                   | الأصل            | الفئة        | الدور                 | أدخلت | في الخدمة | المجموع | الملاحظات               |
| --------------------------------------- | ---------------- | ------------ | --------------------- | ----- | --------- | ------- | ----------------------- |
| طائرات مقاتلة                           |                  |              |                       |       |           |         |                         |
| رافال                                   | فرنسا            | طائرة نفاثة  | مقاتلة متعددة المهام  |       | 11        | 24      | [ 123 ]                 |
| ميراج 2000                              | فرنسا            | طائرة نفاثة  | مقاتلة متعددة المهام  |       | 18        | 20      | [ 124 ]                 |
| ميراج 5                                 | فرنسا            | طائرة نفاثة  | مقاتلة متعددة المهام  | 1973  | 82        | 82      | [ 124 ]                 |
| ميج 29 إم/إم2 (أطلق عليها لاحقاً ميج 35) | روسيا            | طائرة نفاثة  | مقاتلة متعددة المهام  |       |           | 50      | [ 125 ] [ 126 ] [ 127 ] |
| ميج 21                                  | روسيا            | طائرة نفاثة  | مقاتلة متعددة المهام  |       | 33        | 490+    | [ 124 ]                 |
| إف-16 فالكون                            | الولايات المتحدة | طائرة نفاثة  | مقاتلة متعددة المهام  |       | 220       | 240     | [ 128 ]                 |
| تشنغدو جيه-7                            | الصين            | طائرة نفاثة  | مقاتلة متعددة المهام  |       | 60        | 150     | [ 124 ]                 |
| قاذفات قنابل                            |                  |              |                       |       |           |         |                         |
| إف-4 فانتوم الثانية                     | الولايات المتحدة |              |                       |       |           |         | [ 129 ]                 |
| طائرات شحن                              |                  |              |                       |       |           |         |                         |
| أنتونوف أن-74                           | أوكرانيا         | طائرة نفاثة  | نقل عسكري             |       | 3         | 3       | [ 130 ]                 |
| بيتشكرافت 1900                          | الولايات المتحدة | طائرة نقل    | نقل عسكري             |       | 10        |         | [ 124 ]                 |
| لوكهيد سي-130 هيركوليز                  | الولايات المتحدة | طائرة نقل    | نقل عسكري             |       | 26        | 30      | [ 124 ]                 |
| إيادس كاسا سي-295                       | إسبانيا          | طائرة نقل    | نقل عسكري             |       | 24        | 24      | [ 131 ]                 |
| دي هافلاند كندا دي إتش سي - 5           | كندا             | طائرة نقل    | نقل عسكري             |       | 8         |         | [ 124 ]                 |
| بيتشكرافت سوبر كينج إير                 | الولايات المتحدة | طائرة نقل    | نقل عسكري             |       | 1         | 1       | [ 124 ]                 |
| طائرات مروحية                           |                  |              |                       |       |           |         |                         |
| إيه إتش-64 أباتشي                       | الولايات المتحدة | طائرة عمودية | مروحية هجومية         |       | 44        |         | [ 70 ]                  |
| كاموف كا-52                             | روسيا            | طائرة عمودية | مروحية هجومية         |       | 3         | 46      | [ 132 ]                 |
| ميل مي-24                               | روسيا            | طائرة عمودية | مروحية هجومية         |       |           |         | [ 133 ]                 |
| إيروسباسيال غازيل                       | فرنسا            | طائرة عمودية | مروحية هجومية         |       | 90        | 108     | [ 124 ]                 |
| بوينغ سي إتش-47 شينوك                   | الولايات المتحدة | طائرة عمودية | نقل/دعم هجومي         |       | 19        | 19      | [ 124 ]                 |
| ويستلاند سي كينغ كوماندو                | المملكة المتحدة  | طائرة عمودية | نقل/دعم هجومي         |       |           |         | [ 134 ]                 |
| ميل مي-8                                | روسيا            | طائرة عمودية | نقل/دعم هجومي         |       |           |         | [ 135 ]                 |
| ميل مي-17                               | روسيا            | طائرة عمودية | نقل/دعم هجومي         |       | 60        |         | [ 124 ]                 |
| سيكورسكي يو إتش-60 بلاك هوك             | الولايات المتحدة | طائرة عمودية | نقل/دعم هجومي         |       | 2         |         | [ 124 ]                 |
| أغستاوستلاند إيه دبليو 149              | إيطاليا          | طائرة عمودية | نقل/دعم هجومي         |       |           | 24      | [ 136 ]                 |
| كامان إس إتش-2جي سوبر سي سبرايت         | الولايات المتحدة | طائرة عمودية | مضادة للغواصات        |       | 13        |         | [ 124 ]                 |
| ويستلاند سي كينغ                        | المملكة المتحدة  | طائرة عمودية | مضادة للغواصات        |       | 23        |         | [ 124 ]                 |
| أغستاوستلاند إيه دبليو 109              | إيطاليا          | طائرة عمودية | إسعاف جوي             |       | 3         |         | [ 124 ]                 |
| أغستاوستلاند إيه دبليو 139              | إيطاليا          | طائرة عمودية | عمليات البحث والإنقاذ |       | 2         |         | [ 137 ]                 |
| أغستاوستلاند إيه دبليو 189              | إيطاليا          | طائرة عمودية | نقل                   |       |           | 8       | [ 138 ]                 |
| او إتش-12                               | الولايات المتحدة | طائرة عمودية | دورية/مراقبة          |       |           |         |                         |
| طائرات إنذار مبكر                       |                  |              |                       |       |           |         |                         |
| إي - 2 هوك آي                           | الولايات المتحدة | طائرة عمودية | دورية                 |       | 9         |         | [ 139 ]                 |
| طائرات تدريب                            |                  |              |                       |       |           |         |                         |
| إير تراكتور إيه تي-802                  | الولايات المتحدة |              |                       |       |           |         | [ 140 ]                 |
| ألفا جت                                 | فرنسا            | طائرة نفاثة  | تدريب                 |       | 45        | 45      | [ 124 ]                 |
| إمبراير إي إم بي 312 توكانو             | البرازيل         | طائرة تدريب  | تدريب                 |       | 54        | 134     | [ 124 ]                 |
| قروب جي 115                             | ألمانيا          | طائرة تدريب  | تدريب                 |       | 74        |         | [ 124 ]                 |
| هونغدو جيه إل-8                         | الصين            | طائرة نفاثة  | تدريب                 |       | 120       | 120     | [ 124 ]                 |
| آرو إل-39 ألباتروس                      | تشيكوسلوفاكيا    |              |                       |       |           |         | [ 141 ]                 |
| إل-59 سوبر ألباتروس                     | تشيكوسلوفاكيا    | طائرة نفاثة  | تدريب                 |       | 47        | 48      | [ 124 ]                 |
| ز-142س                                  | تشيكوسلوفاكيا    |              |                       |       |           |         | [ 141 ]                 |

### أنظمة دفاع محمولة جواً
| النوع         | الأصل | الفئة               | الدور                                                                                      | أدخلت                                   | في الخدمة | المجموع | الملاحظات      |
| ------------- | ----- | ------------------- | ------------------------------------------------------------------------------------------ | --------------------------------------- | --------- | ------- | -------------- |
| بريزيدنت - إس | روسيا | نظام دفاع محمول جواً | حماية الطائرات من الإصابة بالصواريخ الجوية وصواريخ الدفاع الجوي والمدفعية المضادة للطائرات | 28 جاري تسليمها + 30 جاري الاتفاق عليها |           | 58      | [ 82 ] [ 142 ] |

### طائرات بدون طيار وطائرات هدف بدون طيار

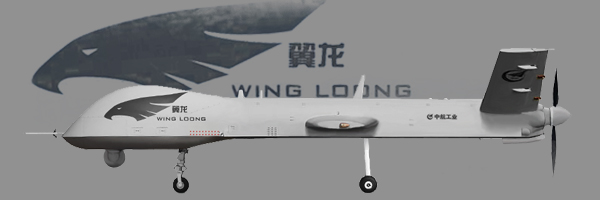
تشنغدو وينق لونق

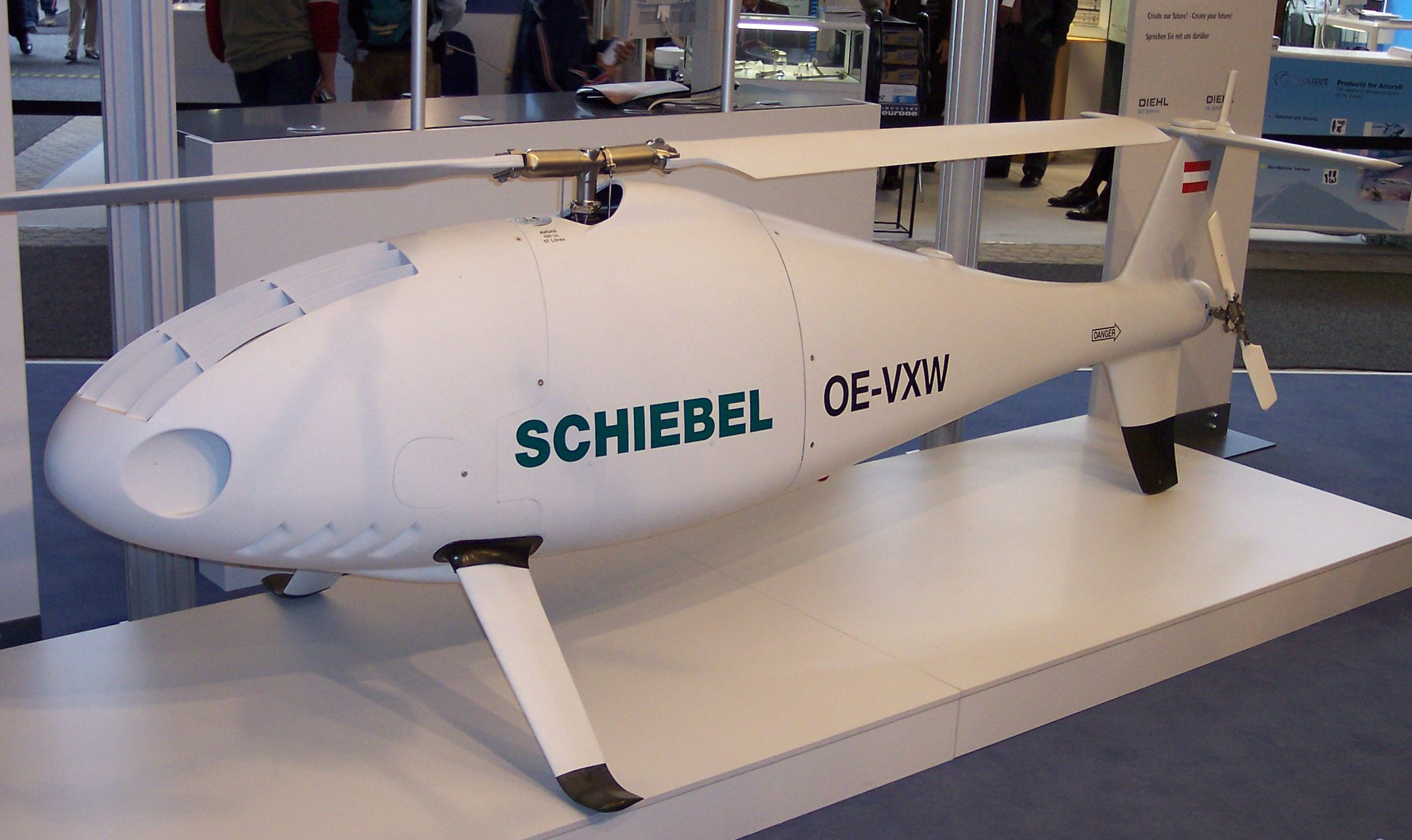
سكيبل كامكوبتر إس-100

تيليدين ريان سكراب

| النوع                    | الأصل            | الفئة              | الدور                           | الملاحظات               |
| طائرات بدون طيار         | طائرات بدون طيار | طائرات بدون طيار   | طائرات بدون طيار                | طائرات بدون طيار        |
| ------------------------ | ---------------- | ------------------ | ------------------------------- | ----------------------- |
| تيليدين ريان سكراب       | الولايات المتحدة | طائرة بدون طيار    | استطلاع                         | [ 143 ]                 |
| سكيبل كامكوبتر إس-100    | النمسا           | مروحية بدون طيار   | استطلاع                         | [ 144 ]                 |
| سافران باترولر (ساجيم)   | فرنسا            | طائرة بدون طيار    | مركبة قتال جوي بدون طيار متوسطة | [ 145 ]                 |
| لبيان م 3                | الأرجنتين        | طائرة بدون طيار    | مركبة قتال جوي بدون طيار        | [ 140 ]                 |
| يارارا                   | الأرجنتين        | طائرة بدون طيار    | طائرة بدون طيار تكتيكية         | [ 140 ]                 |
| نوسترومو كابوري          | الأرجنتين        | طائرة بدون طيار    | طائرة بدون طيار تكتيكية         | [ 140 ]                 |
| ر فور ي-50 سكي يي        | المملكة المتحدة  | طائرة بدون طيار    |                                 | [ 140 ]                 |
| ايشينك ا س ن-209 ‏        | مصر              | طائرة بدون طيار    |                                 | [ 140 ]                 |
| 30 يونيو                 | مصر              | طائرة مسيرة قتالية |                                 | [ 146 ] [ 147 ]         |
| سي أش 4 بي               | الصين            | طائرة بدون طيار    | مركبة قتال جوي بدون طيار        | [ 148 ] [ 149 ]         |
| تشنغدو وينق لونق         | الصين            | طائرة بدون طيار    | مركبة قتال جوي بدون طيار متوسطة | [ 150 ] [ 151 ] [ 152 ] |
| إيه إس إن-209            | الصين            | طائرة بدون طيار    | استطلاع                         | [ 153 ]                 |
| بي أيه إي سيستمز سكاي آي | الولايات المتحدة | طائرة بدون طيار    | استطلاع                         | [ 154 ]                 |
| طائرات هدف بدون طيار     |                  |                    |                                 |                         |
| قادر                     | مصر              | طائرة بدون طيار    | طائرة هدف بدون طيار             | [ 155 ]                 |
| ميجيت بانشي              | المملكة المتحدة  | طائرة بدون طيار    | طائرة هدف بدون طيار             | [ 156 ]                 |
| إم كيو إم 107 سترايكر    | الولايات المتحدة | طائرة بدون طيار    | طائرة هدف بدون طيار             | [ 157 ]                 |

### صفقات مستقبلية
| النوع            | الأصل   | الفئة         | الدور                  | المجموع | الملاحظات       |
| ---------------- | ------- | ------------- | ---------------------- | ------- | --------------- |
| سوخوي سو-35      | روسيا   | طائرة نفاثة   | متعددة المهام          | 24      | [ 158 ] [ 159 ] |
| يوروفايتر تايفون | إيطاليا | طائرة نفاثة   | متعددة المهام          | 24      | [ 160 ]         |
| إرماتشي إم-346   | إيطاليا | طائرة نفاثة   | قتال خفيف وتدريب متقدم | 24      | [ 161 ]         |
| جيه إف-17 ثاندر  | الصين   | طائرة نفاثة   | متعددة المهام          |         | [ 162 ]         |
| ميل مي-35        | روسيا   | مروحية عمودية | هجوم/نقل               |         | [ 163 ]         |
| إن إتش-90        | فرنسا   | مروحية عمودية | هجوم/دورية             |         | [ 164 ]         |
| إيرباص إيه 400إم | إسبانيا | طائرة نقل     | نقل                    | 12      | [ 165 ]         |
| إليوشن إي أل-76  | روسيا   | طائرة نفاثة   | نقل                    |         | [ 166 ]         |

## النشيد
كتبه الشاعر المصري طاهر أبو فاشا، ولحّنه رياض السنباطي، وغنته أم كلثوم.

## الرتب العسكرية
| رتب القوات الجوية المصرية                                                                                            | ر-1       | ر-2  | ر-3  | ر-4      | ر-5        | ر-6            | ر-7       | ر-8       | ر-9       | ر-10      | ر-11      | ر-12      | ر-13 | ر-14     |
| --- | --------- | ---- | ---- | -------- | ---------- | -------------- | --------- | --------- | --------- | --------- | --------- | --------- | ---- | -------- |
| رتب الضباط | بدون شارة |      |      |          |            |                |           |           |           |           |           |           |      |          |
| اللقب | جندي      | عريف | رقيب | رقيب أول | ملازم طيار | ملازم أول طيار | نقيب طيار | رائد طيار | مقدم طيار | عقيد طيار | عميد طيار | لواء طيار | فريق | فريق أول |
| ¹ لا توجد رتبة مشير في القوات الجوية المصرية وأعلى رتبة هي فريق أول. ¹ لا توجد شارة للجندي في القوات الجوية المصرية. |           |      |      |          |            |                |           |           |           |           |           |           |      |          |

## الهيكل التنظيمي

خريطة توضح مواقع القواعد الجوية التابعة للقوات الجوية المصرية

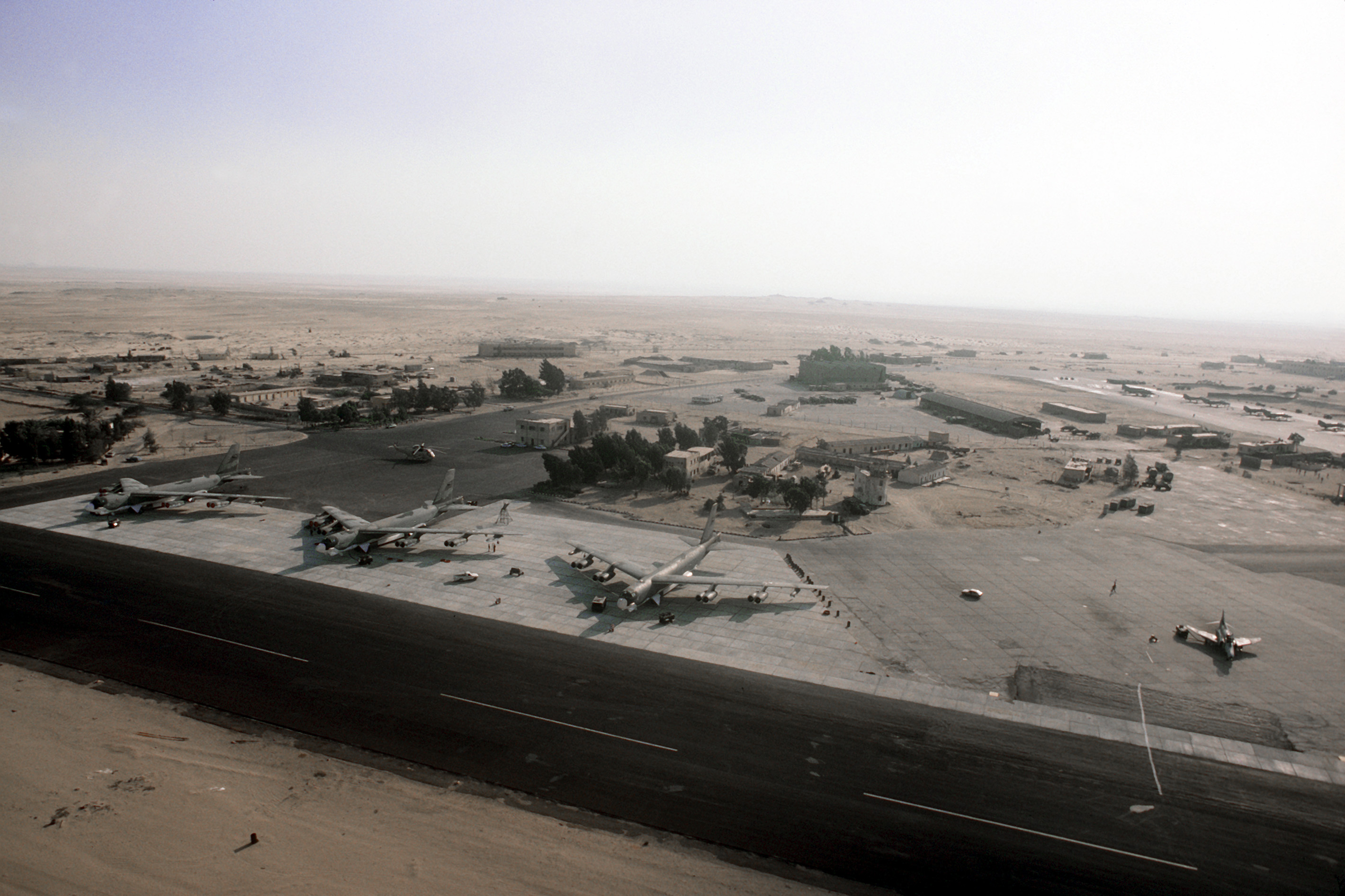
قاذفات قنابل بي-52 ستراتوفورتريس تابعة للقوات الجوية الأمريكية خلال مناورات النجم الساطع 83 في قاعدة غرب القاهرة الجوية.

قائمة القواعد الجوية التابعة للقوات الجوية المصرية:
- قاعدة أبو صوير الجوية
- قاعدة فايد الجوية
- قاعدة كبريت الجوية
- قاعدة الدفرسوار الجوية
- قاعدة المليز الجوية (مطار بير الجفجافة)
- قاعدة المنصورة الجوية (مطار شاوة)
- قاعدة برج العرب الجوية
- قاعدة أسوان الجوية
- قاعدة الزقازيق الجوية
- قاعدة بني سويف الجوية
- قاعدة بلبيس الجوية
- قاعدة طنطا الجوية
- قاعدة ألماظة الجوية
- قاعدة شرق القاهرة الجوية
- قاعدة غرب القاهرة الجوية
- قاعدة حلوان الجوية
- قاعدة المنيا الجوية
- قاعدة جبل الباصور الجوية
- قاعدة الغردقة الجوية
- قاعدة أنشاص الجوية
- قاعدة جناكليس الجديدة الجوية
- قاعدة كوم أوشيم الجوية
- قاعدة مرسي مطروح الجوية
- قاعدة وادي جندلي الجوية (مطار القطامية)
- قاعدة البريجات الجوية
- قاعدة برنيس العسكرية

## الحوادث
- 21 أبريل 2013، سقطت طائرة حربية في منطقة العوينات، الوادي الجديد. إثر تحطم الطائرة.[171]
- 8 يناير 2014، سقطت طائرة عسكرية بالسنبلاوين، محافظة الدقهلية.[172] الطائرة طراز اف 16 وحسب المتحدث العسكري، فقد كانت طائرة تدريب عسكري، ويرجع سقوطها لعطل فني مفاجئ.
- 25 يناير 2014، سقطت طائرة عسكرية بسيناء.[173] حسب المتحدث العسكري أن الطائرة سقطت في منطقة جنوب الخروبة، شمال سيناء، وعلقت صحيفة يديعوت أحرونوت الإسرائيلية على الحادث ولفتت إلى أن عددا من الخبراء رجحوا أن سقوط الطائرة يرجع إلى استهدافها بالصواريخ من بعض المجموعات المتطرفة المتمركزة داخل سيناء، لكن حتى الآن لم يتم الكشف عن سبب سقوطها من مصدر رسمي موثوق وذلك ما يسبب علامات الاستفهام.[173]
- 17 مايو 2014، سقطت طائرة عسكرية شرق مدينة القنطرة شرق، على بعد 20 كم شرق الإسماعيلية.[174] حسب المتحدث العسكري، كانت طائرة تدريب موجهة بدون طيار، وكانت القيادة تراقب طيرانها بنسبة وقود معينة وعند نفاذ الوقود هبطت الطائرة بسلام، وأعيد تزويدها بالوقود وطارت مجدداً.
- 13 أكتوبر 2014، سقطت طائرة تدريب عسكري من طراز ميج 21، في المدامود، محافظة الأقصر. وهي طائرة تدريب عسكري سقطت بعد إقلاعها من قاعدة جوية بالمنطقة بسبب عطل مفاجئ.[175]
- في 21 سبتمبر 2014، سقطت طائرة استطلاع عسكرية في مزرعة بالقرب من قاعدة كوم أوشيم الجوية، بطريق الفيوم/القاهرة الصحراوي. حسب شهود عيان، فقد اندلعت النيران في جانب الطائرة في الهواء، ثم سقطت على الأرض في إحدى المزارع. أسفر الحادث عن مصرع 6 أفراد على متن الطائرة من بينهم عميد، و3 رواد وضابط صف وإصابة آخر.[176]
- في 17 ديسمبر 2014، سقطت طائرة أثناء مناورات مصرية إماراتية وتوفي أربع ضباط مصريان وإماراتيان.[177]
- في 28 أبريل 2015، سقوط طائرة عسكرية في منطقة مزار غرب العريش بسبب عطل فني.[178]
- في 13 أغسطس 2015، تحطم طائرة عسكرية مصرية ومقتل 4 من طاقمها بالقرب من واحة سيوة.[179]
- في 2 نوفمبر 2015، سقوط طائرة تدريب عسكرية قرب مطار أسوان الحربي.[180]
- في 28 نوفمبر 2015، سقوط طائرة عسكرية مصرية قرب طريق القاهرة/الإسماعيلية وإصابة جميع طاقمها.[181]
- في 27 يناير 2016، تحطم طائرة تدريب عسكرية مصرية في منطقة فايد بالإسماعيلية شرق القاهرة ومقتل طاقمها.[182]
- في 4 أبريل 2016، سقوط طائرة مروحية بمحافظة الشرقية.[183]
- في 9 أكتوبر، 2017، سقطت طائرة عسكرية أسفرت عن مصرع قائدها وفقدان ثلاثة من طاقمها، في محافظة الدقهلية.[184]
- في 3 نوفمبر 2018 تحطمت مقاتلة مصرية من طراز «ميغ-29» تابعة للقوات الجوية، خلال تنفيذها طلعة تدريبية نتيجة حدوث خلل فنى.[185]
- في 29 يناير 2019 لقي طيار حربي «من قائدي مقاتلات الرافال» مصرعه، خلال طلعة تدريبية جوية بطائرة تدريب مصرية الصنع من طراز k8e.[186]
- في 5 ديسمبر، 2019، سقطت طائرة أثناء طلعة تدريبية، تمكن الطيار من القفز بالمظلة. ذكرت وسائل إعلام روسية أن الطائرة من طراز ميج - 29.[187]

## معرض صور

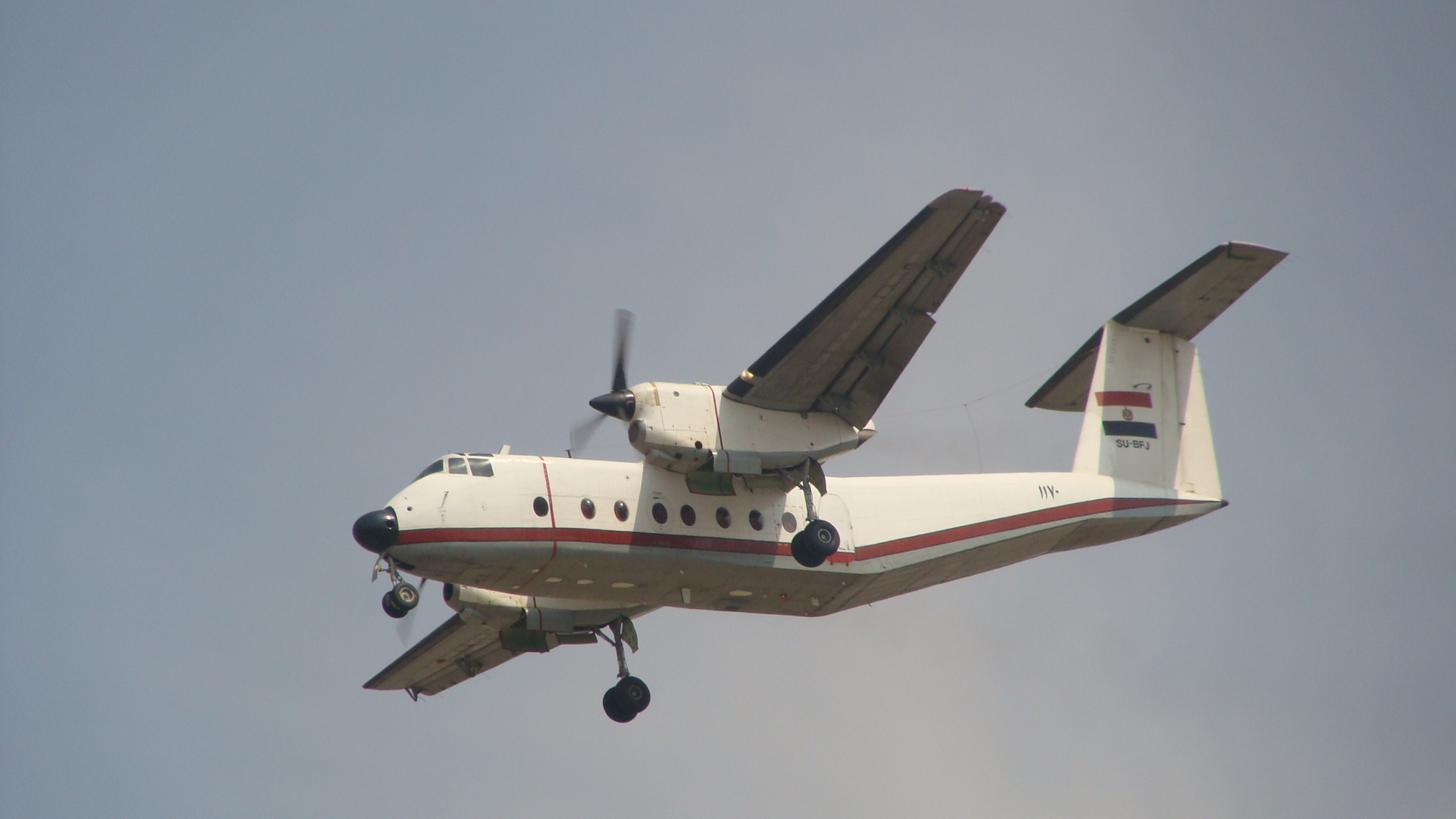
طائرة دي هافلاند كندا دي إتش سي - 5 مصرية.
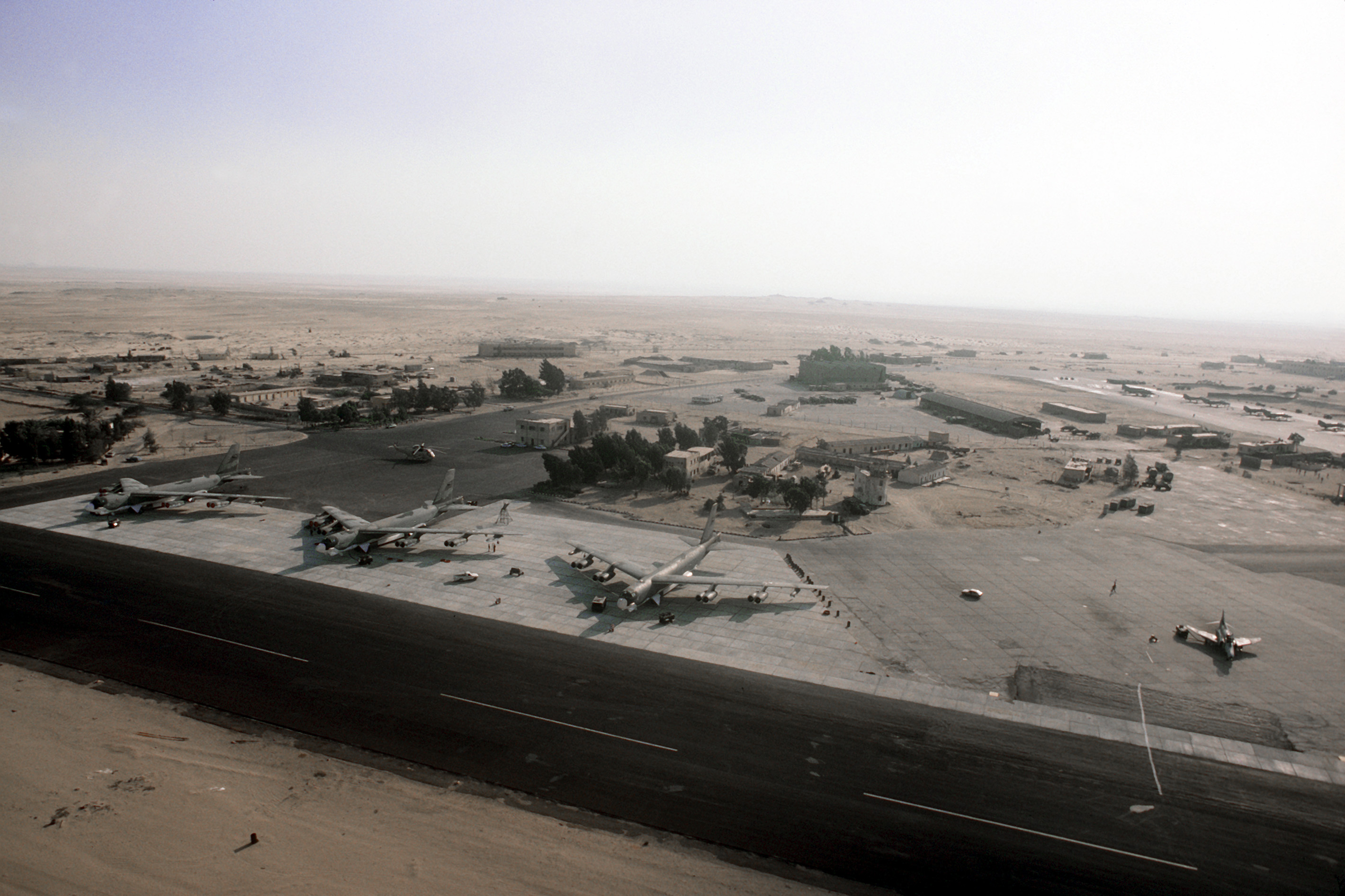
3 قاذفات قنابل بي-52 ستراتوفورتريس تابعون للقوات الجوية الأمريكية خلال مناورات النجم الساطع 83 في قاعدة غرب القاهرة الجوية.
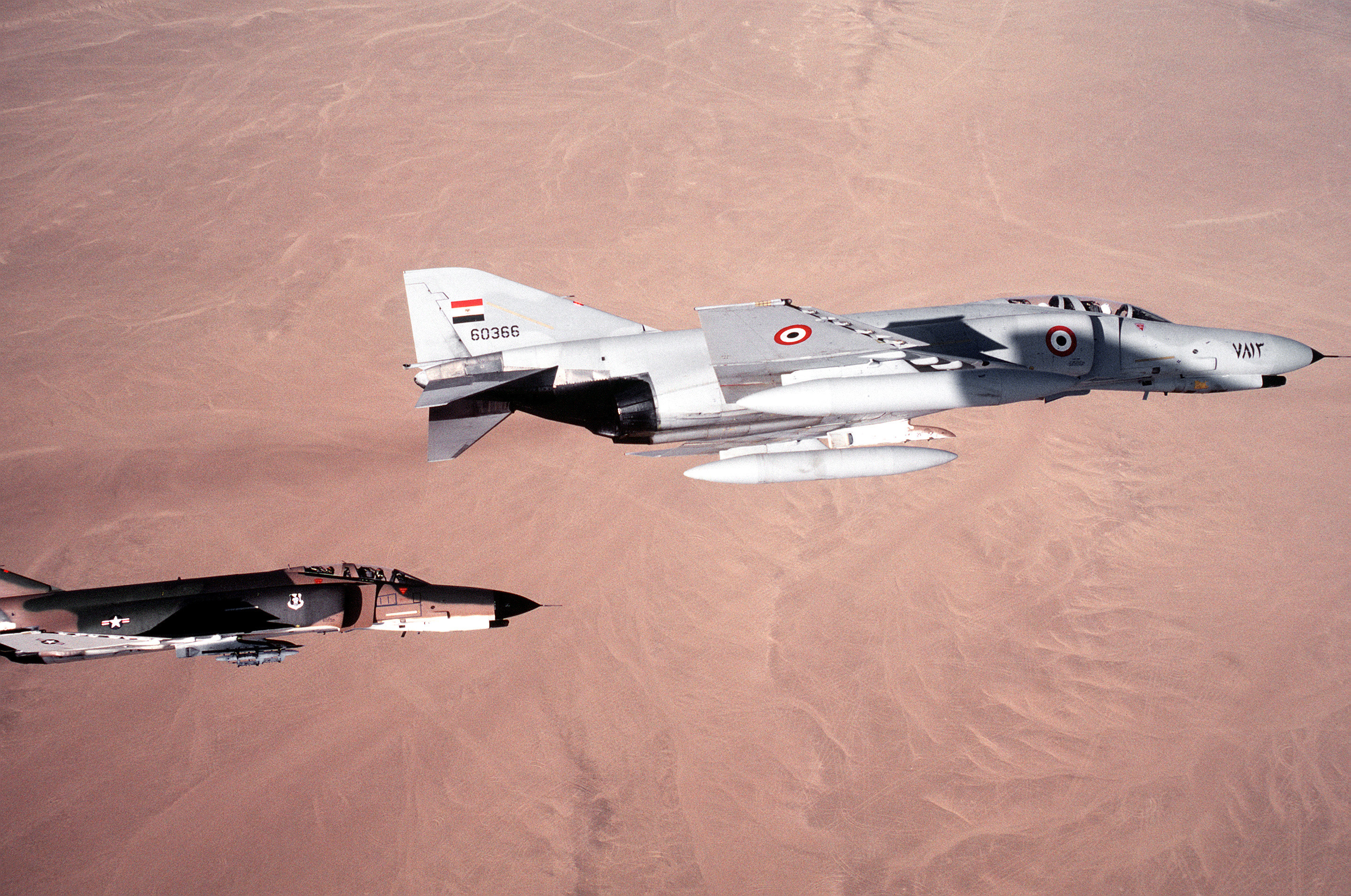
طائرة إف-4 فانتوم الثانية تحلق مع أخرى أمريكية ضمن تدريبات "براود فانتوم".
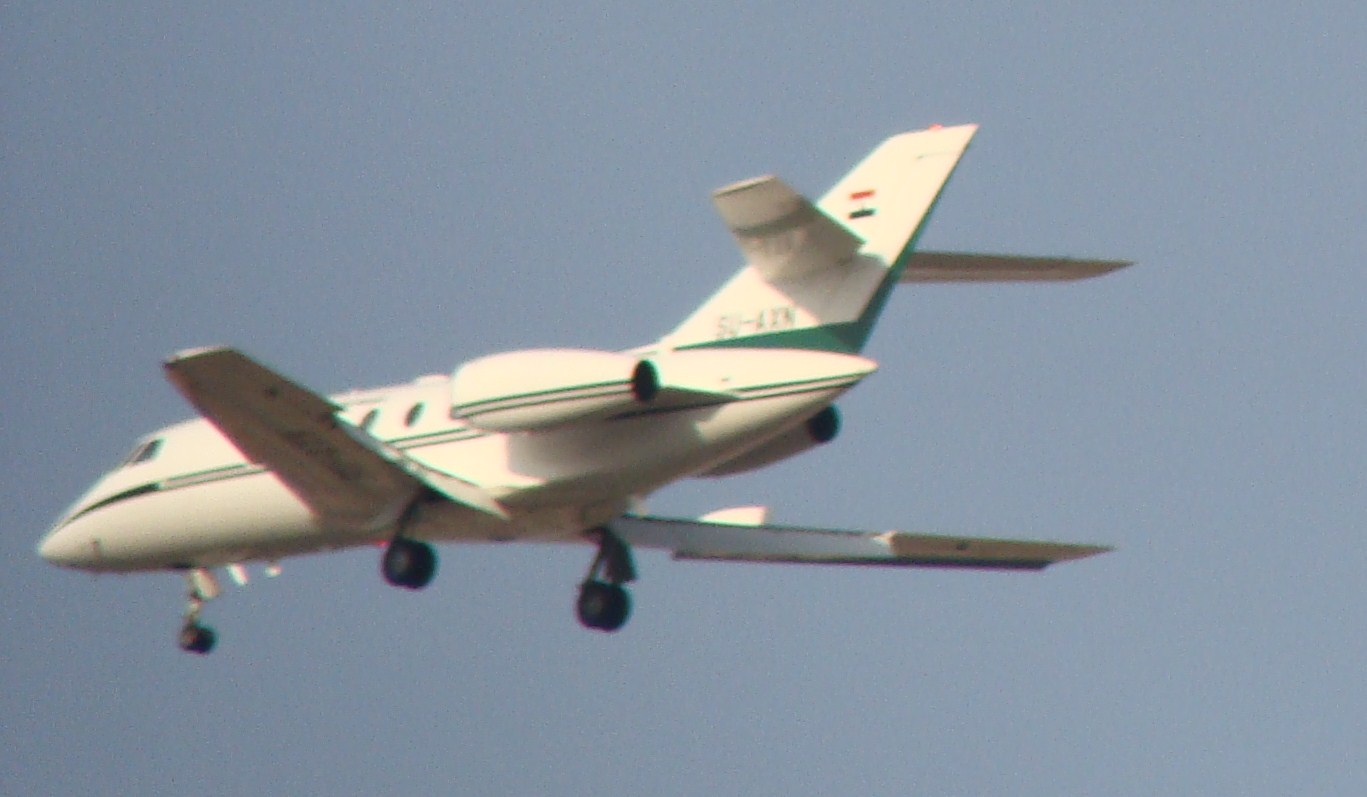
طائرة فالكون (ميستار) 20إي تابعة للفيلق الرئاسي.
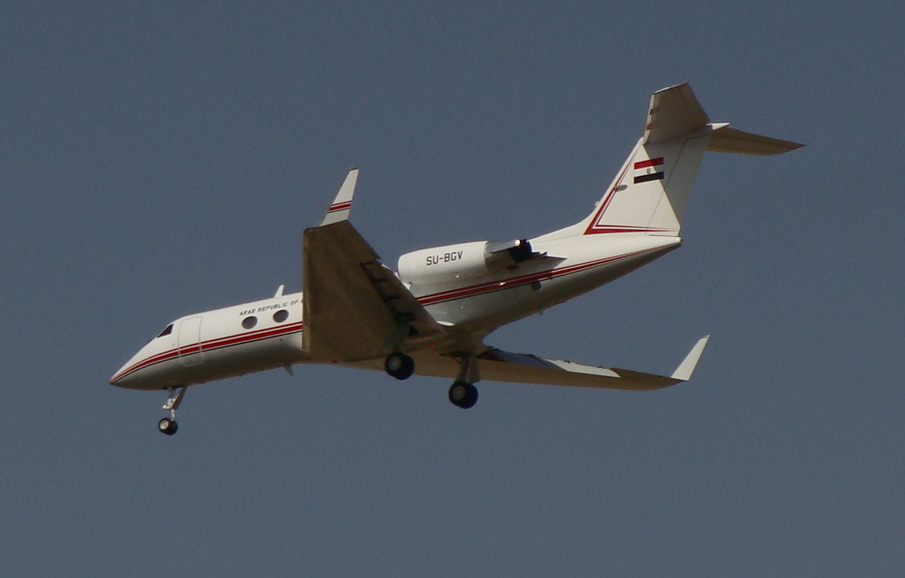
طائرة جالف سترم الثالثة تابعة للفيلق الرئاسي.
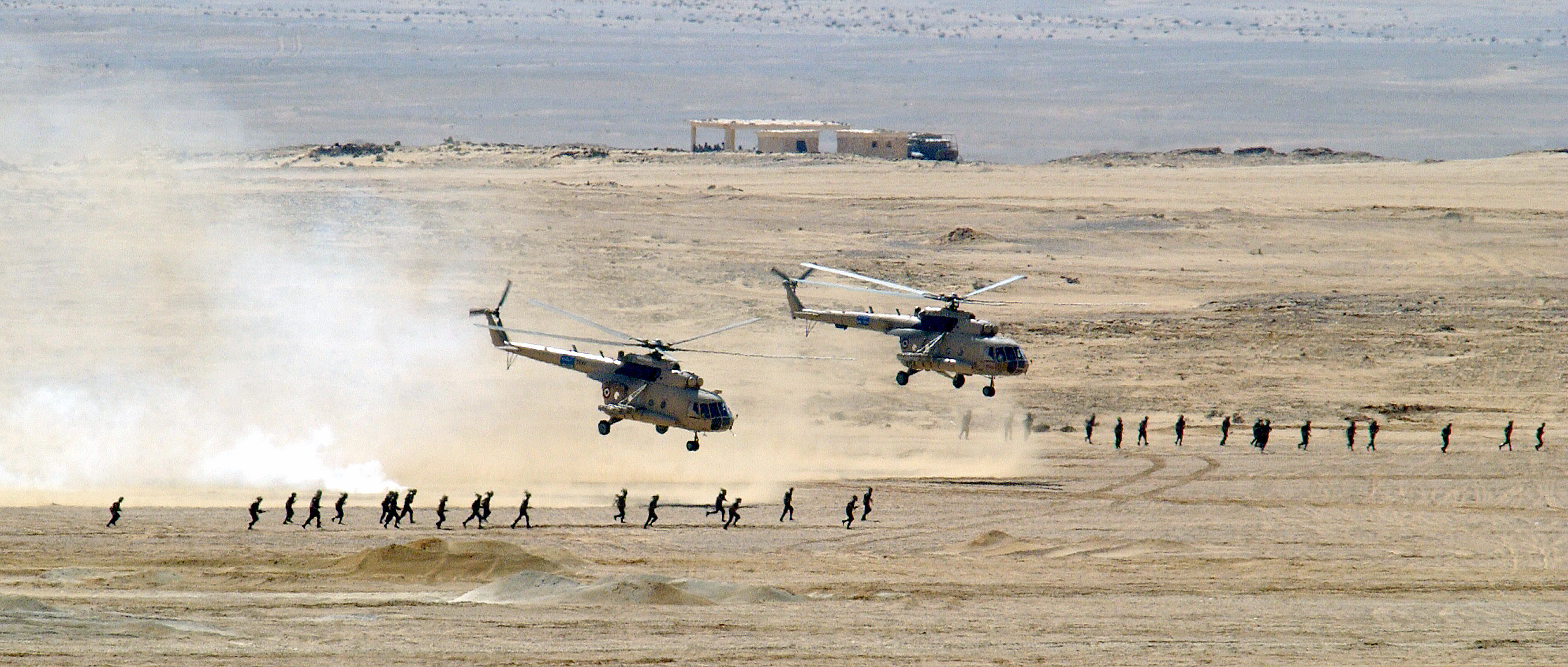
مروحيتان مي-8 مصريتان تحلقان بعد إنزال جنود في تدريب عسكري خلال مناورات النجم الساطع 01/02.
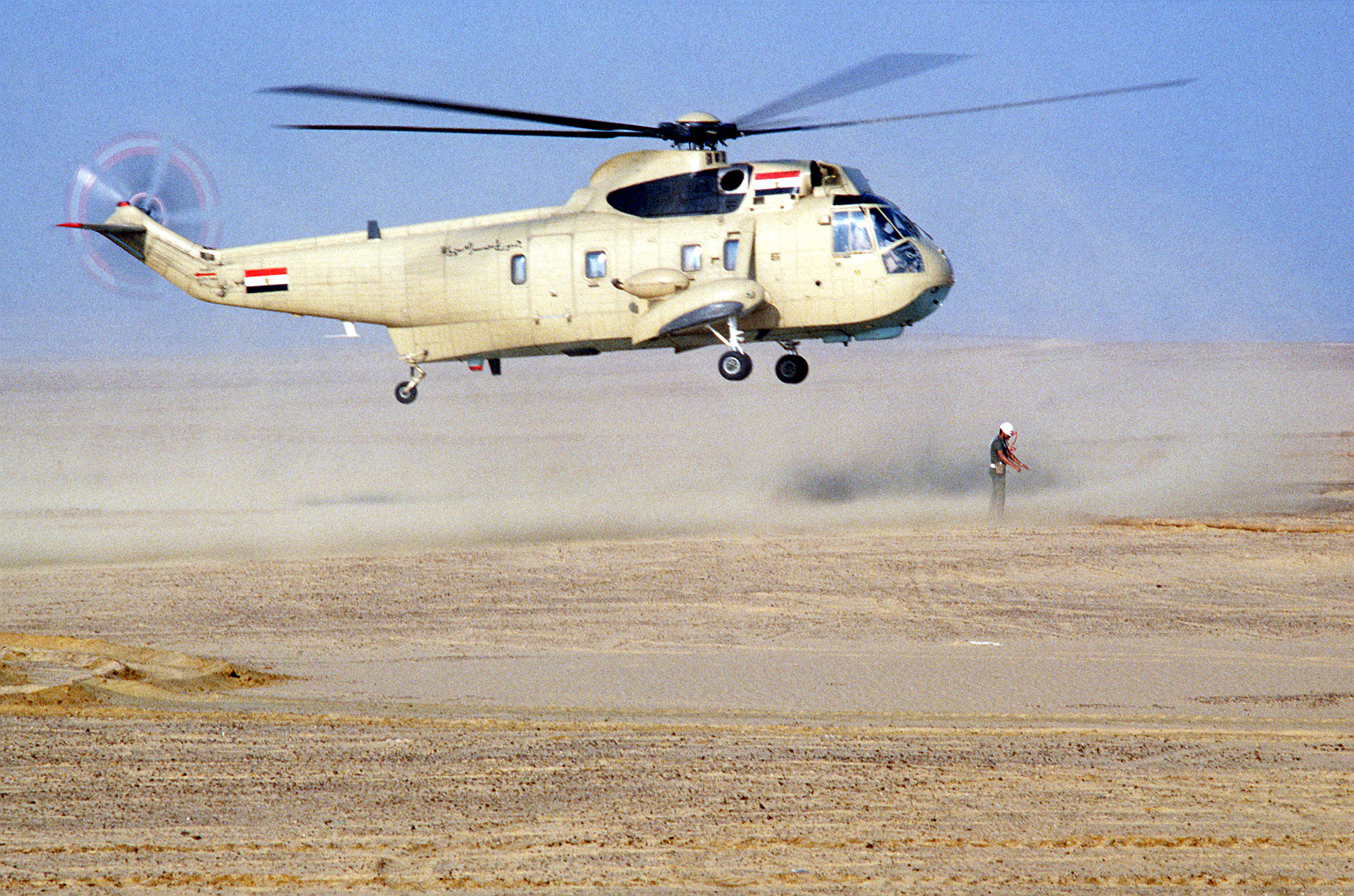
مروحية مصرية ويست لاند سيه كوماندو.
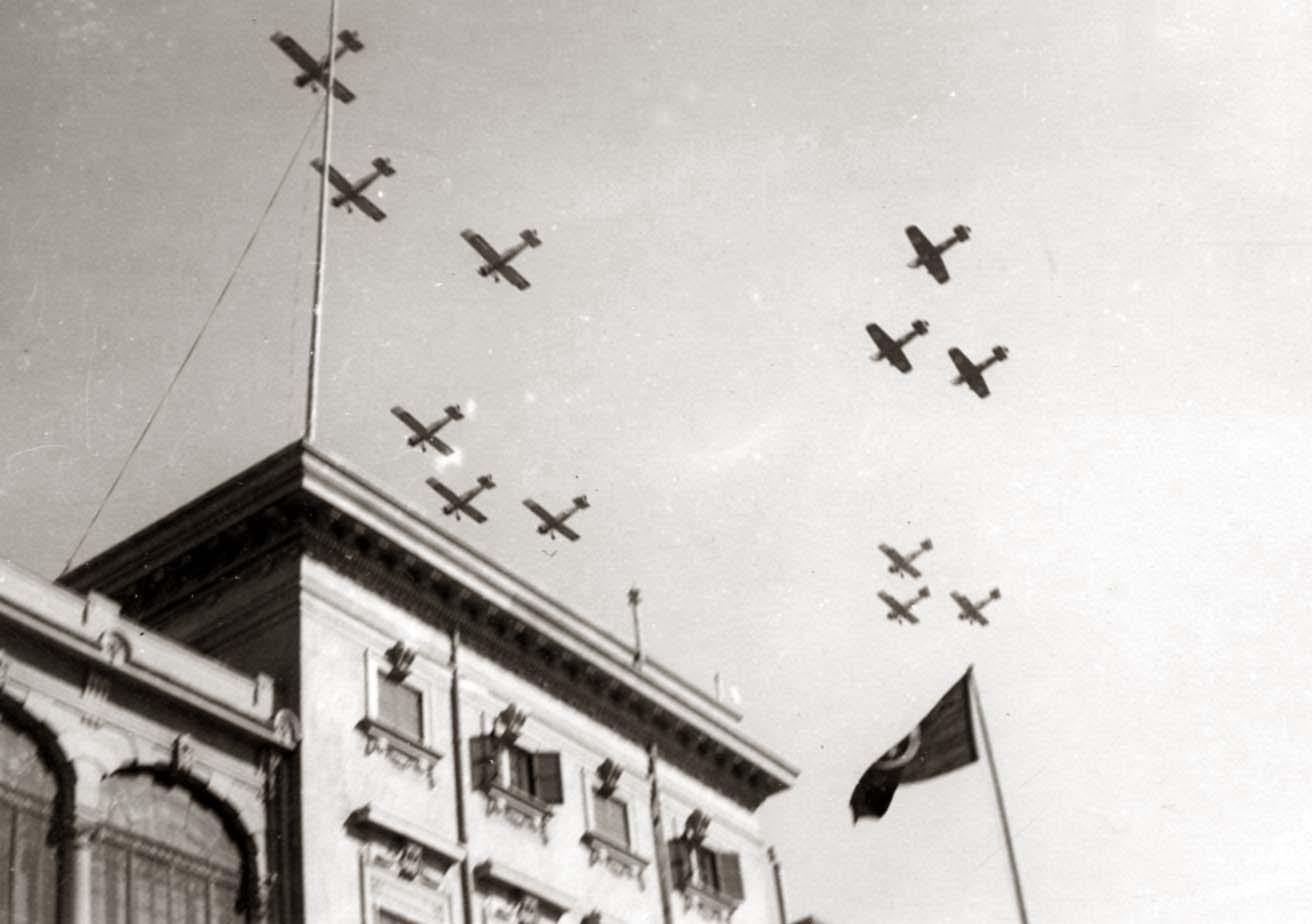
طائرات حربية مصرية تحلق فوق قصر القبة بتاريخ 20 يناير 1938، احتفالًا بزفاف الملك فاروق الأول.
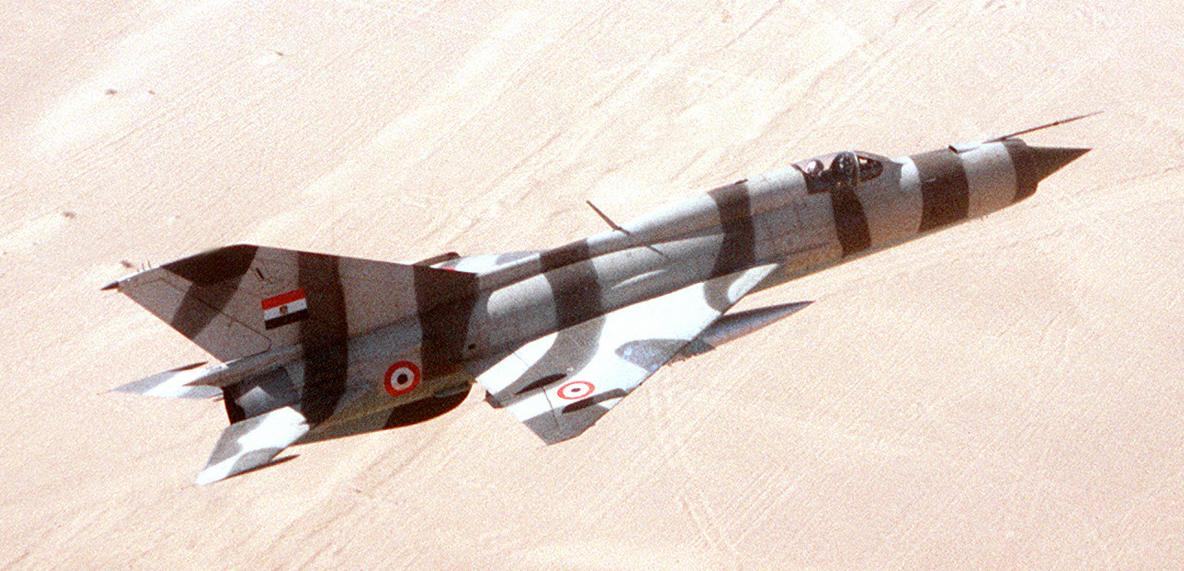
مقاتلة ميج 21 مصرية في مناورات النجم الساطع 82.
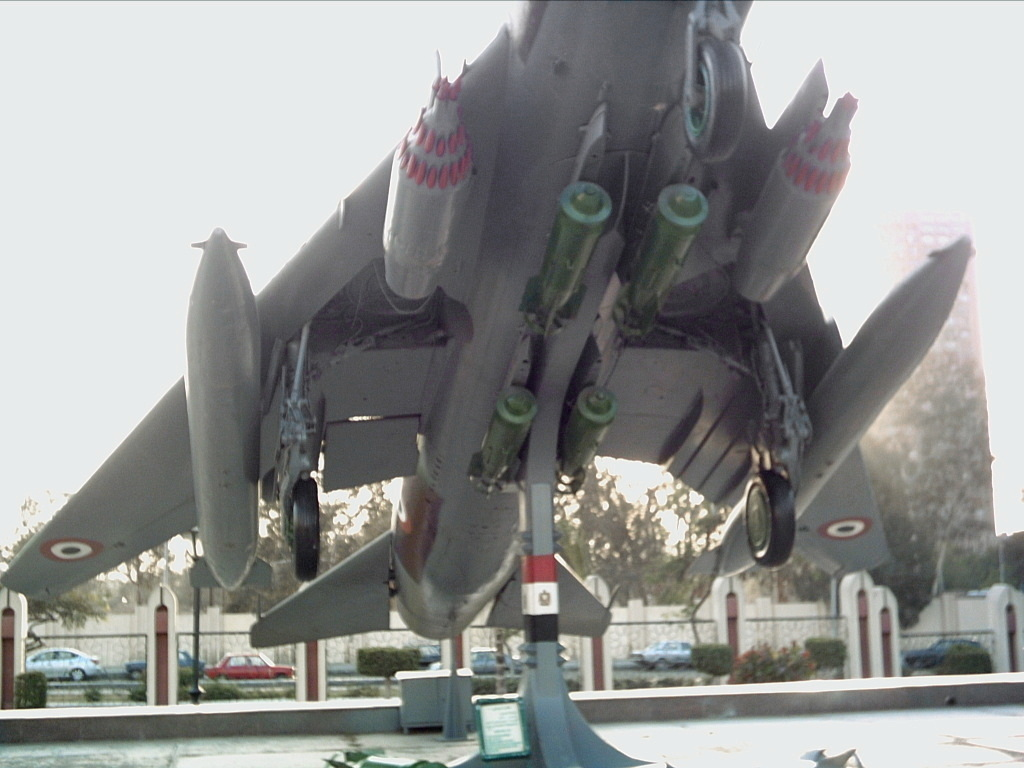
طائرة سو-20 مصرية مسلحة بأربع قنابل زنة 250 كجم وحجرتين لإطلاق صواريخ غير موجهة وخزانين وقود.
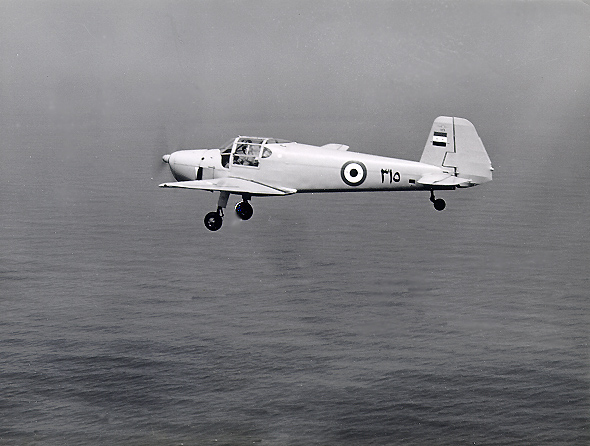
الطائرة المصرية بيست مان بي يو 181 "الجمهورية".
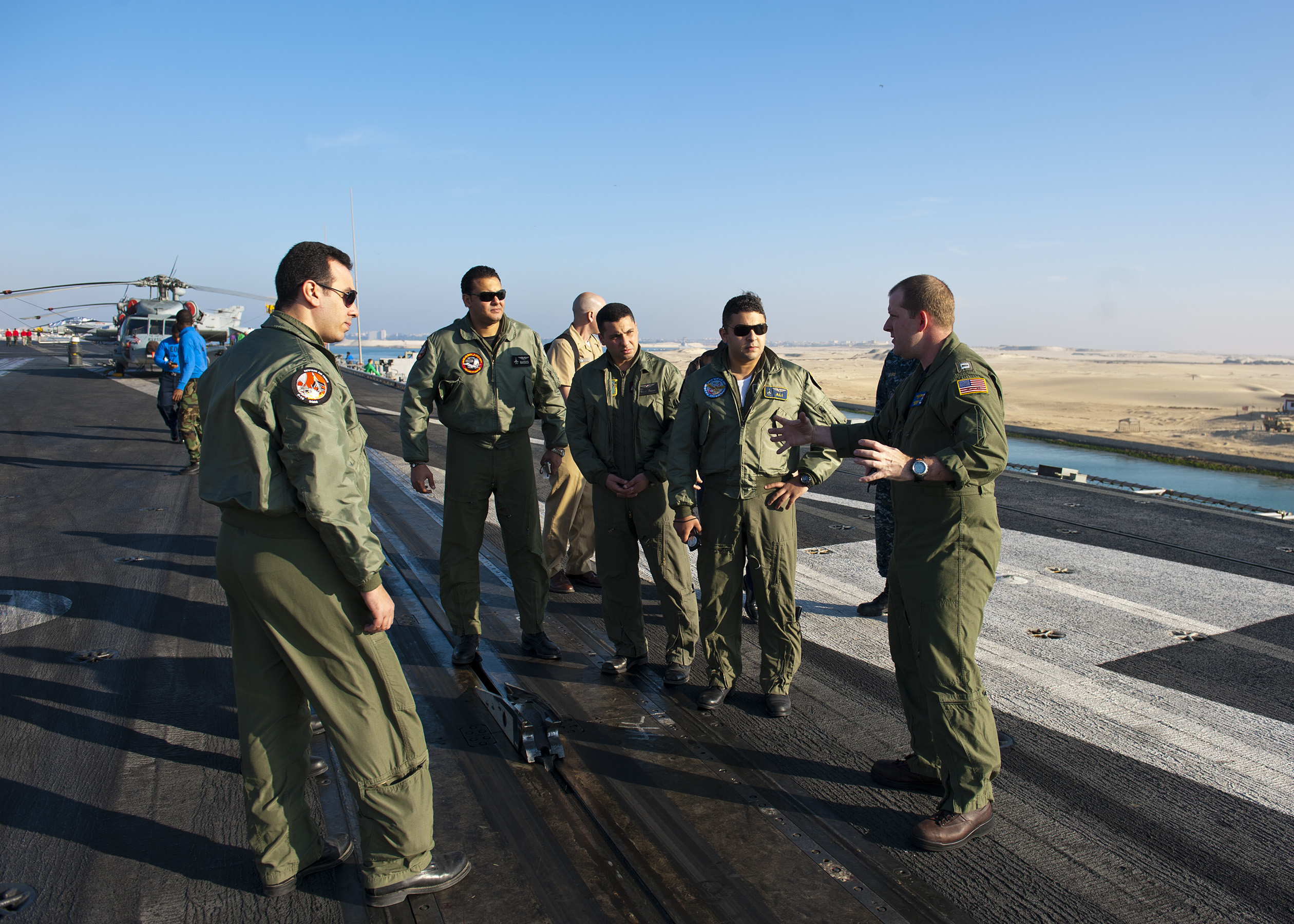
طيارون مصريون في جولة على متن حاملة الطائرات الأمريكية يو إس إس إنتربرايز
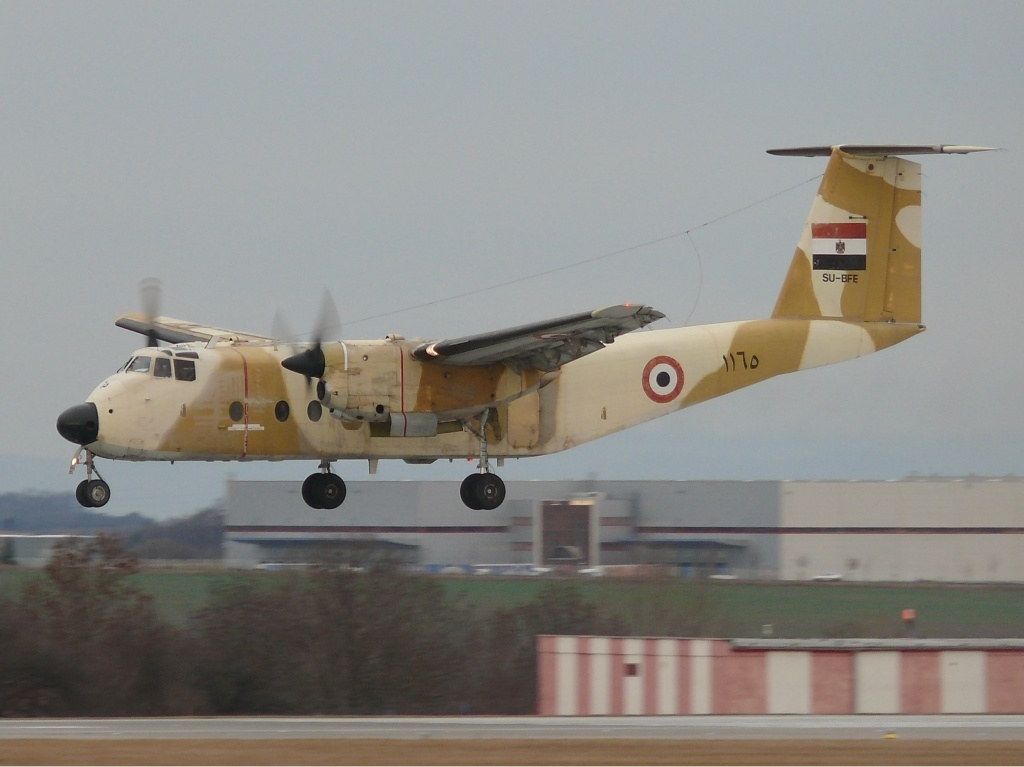
طائرة عسكرية مصرية من طراز دي إتش سي -5.
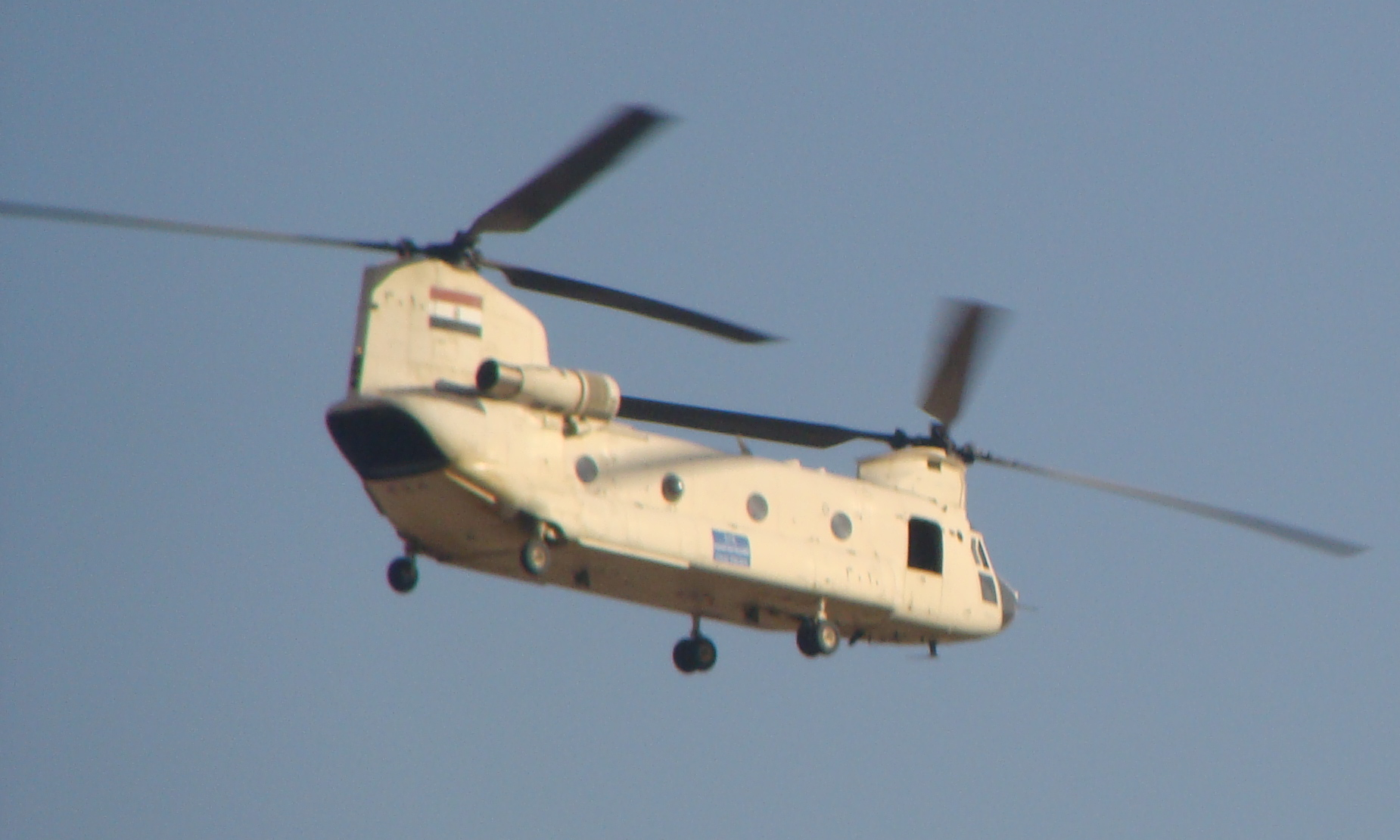
مروحية مصرية سي إتش - 47 شينوك.
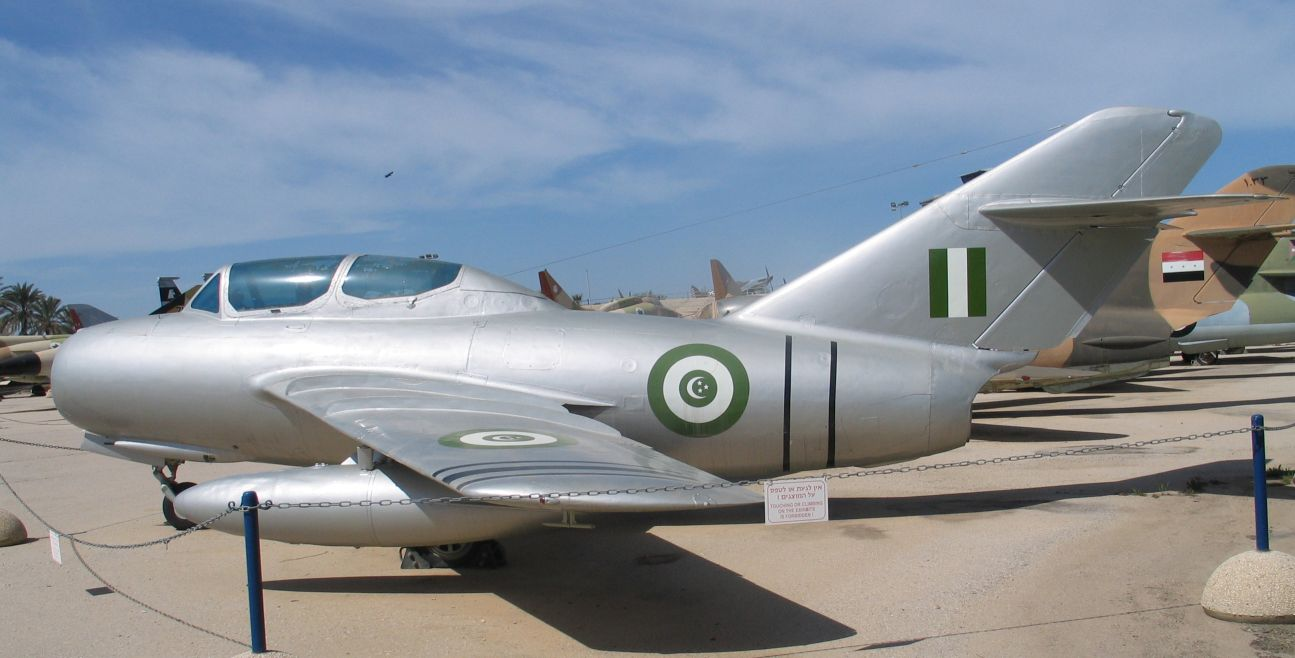
طائرة ميج 15 مصرية، وعليها شعار سلاح الجو الملكي المصري.
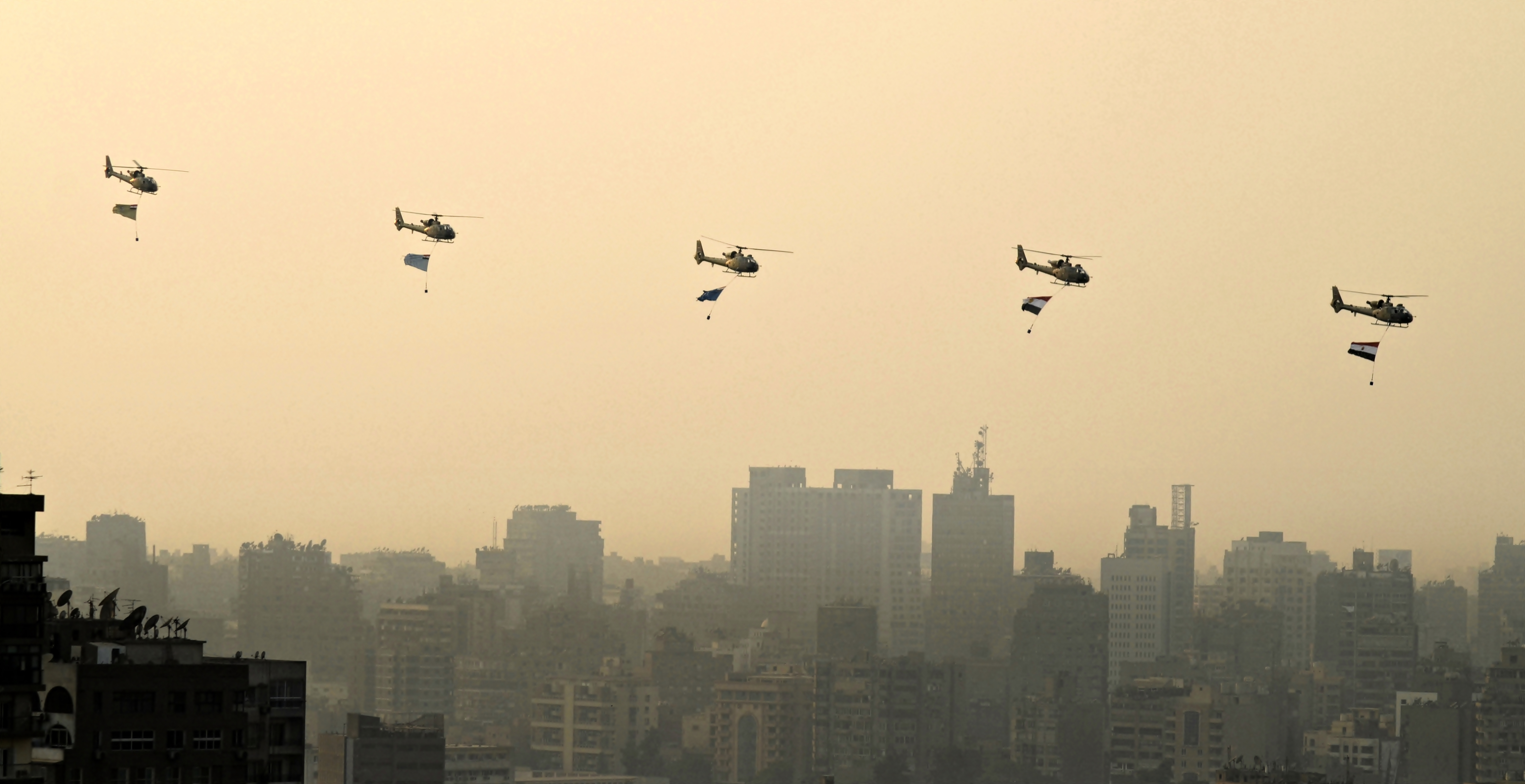
مروحيات في سماء الجيزة تحتفل بذكرى نصر أكتوبر.